# Travis Scott (Rapper)/Auszeichnungen für Musikverkäufe

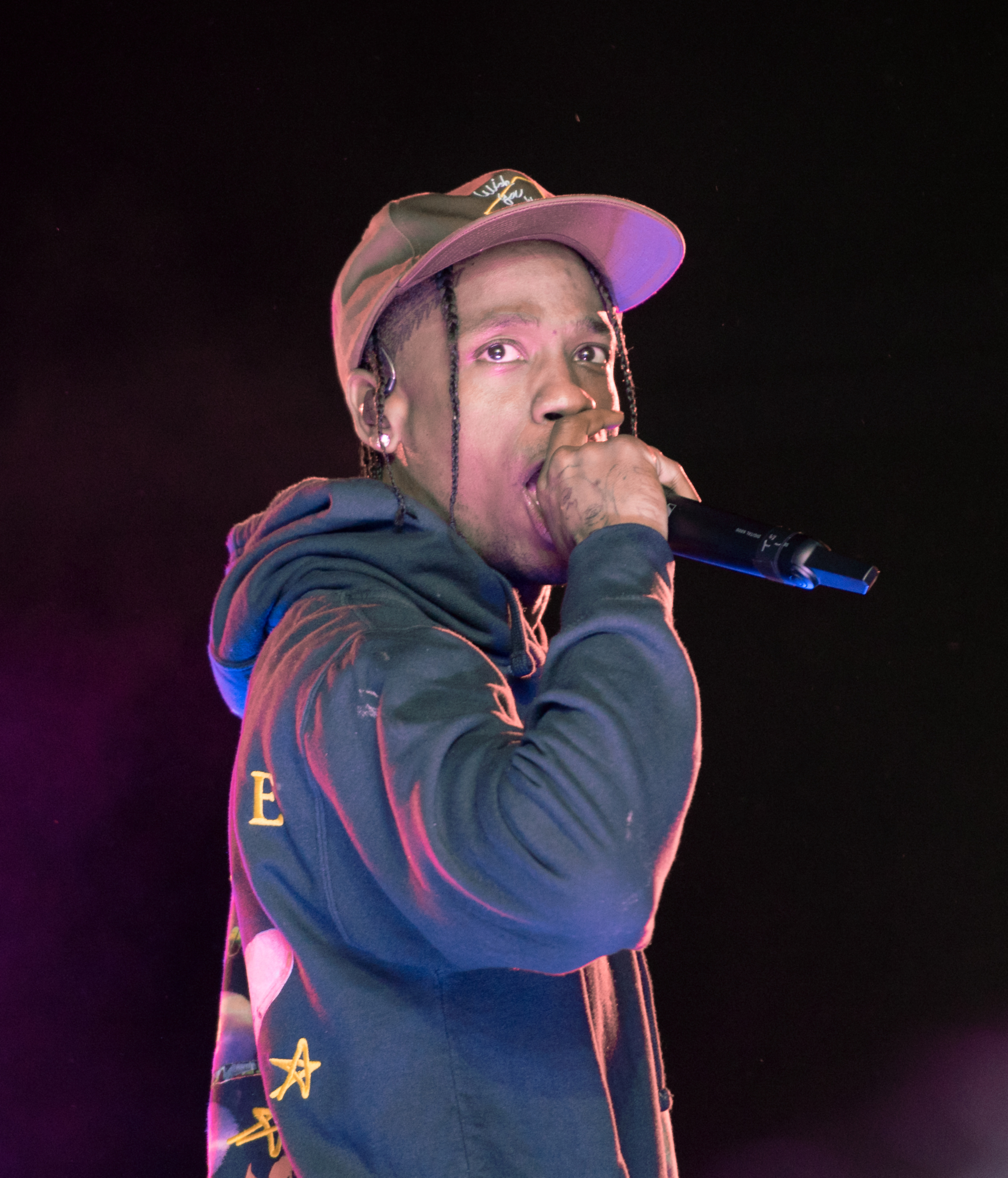
Travis Scott am Openair Frauenfeld (2019)

Dies ist eine Übersicht über die Auszeichnungen für Musikverkäufe des US-amerikanischen Rappers Travis Scott. Die Auszeichnungen finden sich nach ihrer Art (Gold, Platin usw.), nach Staaten getrennt in chronologischer Reihenfolge, geordnet sowie nach den Tonträgern selbst, ebenfalls in chronologischer Reihenfolge, getrennt nach Medium (Alben, Singles usw.), wieder.

## Auszeichnungen
| - Vereinigtes Königreich - 2020: für die Single Beibs in the Trap - 2020: für das Lied No Sense - 2020: für die Single The Scotts - 2022: für das Lied Gatti - 2022: für die Single Out West - 2022: für die Single Wake Up - 2022: für das Lied No Bystanders - 2022: für die Single Champions - 2022: für die Single Champion - 2023: für die Single Dark Knight Dummo - 2023: für das Lied AstroThunder - 2023: für das Lied Praise God - 2023: für das Lied 5% Tint - 2024: für das Lied Skeletons - 2024: für das Lied I Know ? - 2024: für das Lied Overdue - 2024: für das Album Huncho Jack, Jack Huncho - 2024: für das Lied Sdp Interlude - 2024: für das Lied Stop Trying to Be God - 2024: für das Lied Telekinesis - 2024: für das Lied Niagara Falls (Foot or 2) - 2024: für die Single Franchise - 2024: für das Lied Meltdown - 2024: für das Lied Nightcrawler - 2024: für die Single Type Shit - 2025: für das Lied Houstonfornication - 2025: für die Single TKN - 2025: für das Lied Coffee Bean - 2025: für die Single Wonderful - Australien - 2017: für die Single Antidote - 2018: für das Lied Ghostface Killers - 2019: für das Lied Through The Late Night - 2019: für die Single Antisocial - 2020: für die Single The Scotts - 2021: für das Lied AstroThunder - 2021: für das Lied Carousel - 2021: für das Lied Houstonfornication - 2021: für das Lied No Bystanders - 2021: für das Lied R.I.P. Screw - 2021: für das Lied Stop Trying to Be God - 2021: für die Single Wonderful - 2022: für die Single TKN - 2023: für das Lied Telekinesis - 2023: für das Lied Big Shot - 2024: für das Album Utopia - 2024: für das Lied Pussy & Millions - 2024: für das Lied Dreamcatcher - 2024: für die Single Type Shit - Belgien - 2017: für die Single Know No Better - 2020: für die Single Highest in the Room - 2025: für die Single Type Shit - Brasilien - 2019: für die Single Antisocial - 2020: für die Single Beibs in the Trap - 2020: für die Single Pick Up the Phone - 2021: für die Single Celebrate - 2023: für das Album Rodeo - 2023: für das Lied Coffee Bean - 2023: für das Lied NC-17 - 2023: für das Lied Who? What! - 2023: für die Single Escape Plan - 2023: für das Lied 90210 - 2024: für das Lied Portland - 2024: für das Lied Open Arms - 2024: für die Single Close - 2024: für das Lied Big Shot - 2024: für die Single Turks - 2024: für die Single Know No Better - 2024: für die Single Mile High - 2024: für das Lied Née-Nah - 2024: für das Lied Sirens - 2024: für das Lied Til Further Notice - 2024: für das Lied Looove - 2024: für das Lied Circus Maximus - 2024: für das Lied Lost Forever - 2024: für das Lied Skitzo - 2024: für das Lied Parasail - Dänemark - 2017: für die Single Know No Better - 2018: für die Single Antidote - 2019: für die Single Pick Up the Phone - 2020: für die Single Antisocial - 2021: für die Single Yosemite - 2021: für die Single The Scotts - 2021: für die Single Take What You Want - 2021: für das Album JackBoys - 2022: für die Single Champions - 2022: für das Lied Portland - 2022: für das Lied Ghostface Killers - 2023: für das Lied Can’t Say - 2023: für das Album Huncho Jack, Jack Huncho - 2023: für das Lied Gatti - 2023: für die Single Beibs in the Trap - 2023: für das Lied 90210 - 2023: für die Single Love Galore - 2024: für das Lied Fe!n - 2025: für das Lied My Eyes - 2025: für das Lied I Know ? - 2025: für das Lied Trance - 2025: für die Single Sky Walker - 2025: für die Single Out West - Deutschland - 2020: für die Single Zeze - 2022: für das Album Astroworld - 2024: für das Album Utopia - 2024: für das Lied Fe!n - Frankreich - 2020: für die Single TKN - 2020: für die Single The London - 2021: für die Single Stargazing - 2022: für die Single Out West - 2022: für das Lied Gatti - 2022: für das Album JackBoys - 2023: für die Single Yosemite - 2023: für das Lied Fair Trade - 2024: für das Lied Can’t Say - 2024: für das Lied My Eyes - 2024: für das Lied I Know ? - 2025: für das Lied Sdp Interlude - Griechenland - 2021: für das Lied Gatti - 2023: für das Lied Niagara Falls (Foot or 2) - 2024: für das Lied My Eyes - Italien - 2017: für die Single Pick Up the Phone - 2018: für das Lied Portland - 2019: für die Single Zeze - 2019: für die Single Stargazing - 2020: für die Single The Scotts - 2020: für die Single The London - 2021: für die Single Yosemite - 2021: für das Lied Can’t Say - 2021: für die Single Take What You Want - 2021: für die Single Out West - 2023: für das Lied Gatti - 2023: für die Single K-pop - 2023: für das Album JackBoys - 2023: für das Lied Trance - 2023: für das Lied Praise God - 2024: für das Album Rodeo - 2024: für das Lied I Know ? - 2024: für das Lied My Eyes - 2024: für das Lied 5% Tint - 2024: für das Lied Meltdown - 2024: für das Lied Telekinesis - 2024: für das Lied AstroThunder - 2024: für das Lied Overdue - Kanada - 2018: für die Single Watch - 2019: für das Lied Lose - 2019: für das Lied Way Back - 2019: für das Lied Outside - 2019: für das Lied Houstonfornification - 2019: für das Lied Coordinate - 2019: für das Lied Sweet Sweet - 2020: für das Lied Don’t Quit - 2020: für das Lied No More - 2020: für das Album JackBoys - 2020: für die Single Franchise - 2020: für das Lied What to Do? - 2022: für das Lied Praise God - 2022: für die Single Durag Activity - 2023: für die Single Never Sleep - 2023: für das Lied Raindrops (Insane) - 2023: für das Lied Euphoria - 2024: für das Lied Hyaena - 2024: für das Lied Sirens - 2024: für das Lied God’s Country - 2024: für die Single Don’t Play - 2024: für die Single Delresto (Echoes) - 2024: für das Lied Circus Maximus - 2024: für das Lied Skitzo - 2024: für das Lied Modern Jam - 2025: für das Lied Top Floor - Mexiko - 2020: für das Album Astroworld - 2020: für die Single The Scotts - 2020: für die Single Out West - Neuseeland - 2019: für die Single Beibs in the Trap - 2020: für die Single The Scotts - 2020: für das Lied Ghostface Killers - 2022: für das Album JackBoys - Niederlande - 2024: für das Album Utopia - Nigeria - 2024: für die Single Active - Österreich - 2021: für die Single The Scotts - 2024: für die Single Type Shit - 2024: für das Lied I Know ? - 2025: für das Lied My Eyes - Polen - 2021: für die Single TKN - 2021: für die Single Antisocial - 2022: für die Single Antidote - 2023: für die Single Take What You Want - 2023: für das Lied Fair Trade - 2023: für das Lied 5% Tint - 2023: für das Album JackBoys - 2024: für die Single Yosemite - 2024: für die Single Pick Up the Phone - 2024: für das Lied 90210 - 2024: für das Lied Sdp Interlude - 2024: für das Lied No Bystanders - 2024: für das Lied Meltdown - 2024: für das Lied AstroThunder - 2024: für das Lied Topia Twins - 2024: für das Lied Overdue - 2024: für die Single K-pop - 2024: für das Lied Telekinesis - 2024: für das Lied Niagara Falls (Foot or 2) - 2024: für das Lied Thank God - 2024: für die Single The London - 2024: für das Lied Skeletons - 2024: für die Single 3500 - Portugal - 2019: für die Single Zeze - 2020: für die Single Out West - 2020: für das Lied Portland - 2020: für die Single Take What You Want - 2020: für die Single Champion - 2022: für die Single Dark Knight Dummo - 2023: für die Single K-pop - 2024: für das Album Astroworld - Schweden - 2017: für die Single Butterfly Effect - 2017: für die Single Pick Up the Phone - 2018: für die Single Sicko Mode - 2020: für die Single Goosebumps - 2024: für das Lied Fe!n - Schweiz - 2020: für die Single The Scotts - 2020: für die Single TKN - 2024: für die Single K-pop - 2024: für das Lied I Know ? - 2024: für das Lied Meltdown - 2024: für die Single Type Shit - Singapur - 2020: für das Album Astroworld - Spanien - 2024: für die Single Highest in the Room (Remix) - 2024: für die Single The Scotts - 2024: für die Single Zeze - 2024: für das Lied Fair Trade - 2024: für die Single K-pop - 2024: für das Lied Fe!n - 2024: für das Album Utopia - 2025: für das Lied Trance - Südafrika - 2019: für das Album Astroworld - 2024: für die Single K-pop - 2024: für die Single Type Shit - 2024: für das Lied Cinderella - 2024: für das Lied Née-Nah - Ungarn - 2023: für das Lied Fe!n - Vereinigte Staaten - 2019: für die Single Antisocial - 2020: für die Single TKN - 2021: für die Single Close - 2021: für die Single Last Time - 2021: für die Single Know No Better - 2021: für die Single Celebrate - 2022: für die Single Whole Lotta Lovin’ - 2022: für die Single Durag Activity - 2022: für die Single Power Is Power - 2022: für das Lied Legacy - 2022: für das Lied White Sand - 2023: für das Lied Euphoria - 2023: für die Single Chopstix - 2024: für die Single Don’t Play - 2024: für die Single Mafia - 2024: für das Lied Lose - 2024: für das Lied Guidance - 2024: für das Lied First Take - 2024: für die Single Upper Echelon - 2024: für das Lied Pray 4 Love - 2024: für das Lied Impossible - 2024: für das Lied Outside - 2024: für das Lied Hyaena - 2024: für das Lied Til Further Notice - 2024: für das Lied God’s Country - 2024: für das Lied Modern Jam - 2024: für das Lied Pornography - 2024: für das Lied Thank God - 2024: für das Lied Skitzo - 2024: für das Lied Sirens - 2025: für die Single Parking Lot - Vereinigtes Königreich - 2019: für das Album Birds in the Trap Sing McKnight - 2021: für die Single Antidote - 2022: für die Single Stargazing - 2022: für die Single Antisocial - 2023: für das Album Rodeo - 2023: für das Album Utopia - 2024: für das Lied Can’t Say - 2024: für die Single Yosemite - 2024: für das Album JackBoys - 2025: für das Lied 90210 - 2025: für das Lied Trance - 2025: für das Lied Open Arms - 2025: für die Single Sky Walker - 2025: für das Lied My Eyes | - Australien - 2019: für die Single Stargazing - 2019: für die Single The London - 2021: für die Single Beibs in the Trap - 2021: für das Lied Can’t Say - 2021: für die Single Wake Up - 2021: für die Single Yosemite - 2024: für das Lied Niagara Falls (Foot or 2) - 2024: für das Lied Overdue - 2024: für das Lied Trance - Belgien - 2021: für die Single Goosebumps - 2024: für das Lied Fe!n - Brasilien - 2020: für die Single Yosemite - 2023: für das Album Birds in the Trap Sing McKnight - 2023: für das Lied AstroThunder - 2023: für das Lied Carousel - 2023: für das Lied Houstonfornication - 2023: für das Lied No Bystanders - 2023: für das Lied R.I.P. Screw - 2023: für das Lied Skeletons - 2023: für das Lied Stop Trying to Be God - 2023: für die Single Mafia - 2023: für die Single Highest in the Room (Remix) - 2023: für die Single Love Galore - 2023: für die Single K-pop - 2024: für das Lied No Sense - 2024: für das Lied Niagara Falls (Foot or 2) - 2024: für das Lied Overdue - 2024: für das Lied Thank God - 2024: für das Lied Hyaena - 2024: für das Lied God’s Country - 2024: für die Single Delresto (Echoes) - 2024: für das Lied Meltdown - 2024: für das Lied Topia Twins - 2024: für das Lied Telekinesis - 2024: für das Lied Modern Jam - Dänemark - 2021: für die Single Zeze - 2022: für das Album Rodeo - 2024: für das Album Utopia - 2024: für die Single Stargazing - 2025: für das Lied Fair Trade - 2025: für die Single The London - Deutschland - 2021: für die Single Highest in the Room - 2023: für die Single Sicko Mode - 2023: für die Single Butterfly Effect - Frankreich - 2017: für die Single Know No Better - 2021: für die Single Pick Up the Phone - 2022: für die Single Zeze - 2024: für das Album Birds in the Trap Sing McKnight - 2024: für die Single The Scotts - 2024: für das Album Utopia - 2024: für das Lied Fe!n - 2025: für das Lied Trance - Griechenland - 2021: für die Single The Scotts - 2021: für die Single Out West - 2021: für die Single Goosebumps (Remix) - 2023: für das Lied Fair Trade - 2024: für das Lied I Know ? - 2024: für das Lied Trance - 2025: für die Single Type Shit - Italien - 2017: für die Single Know No Better - 2019: für die Single Butterfly Effect - 2020: für die Single TKN - 2022: für das Album Birds in the Trap Sing McKnight - 2024: für das Lied Fair Trade - 2024: für das Lied Fe!n - Kanada - 2018: für das Lied Ghostface Killers - 2019: für die Single Wonderful - 2019: für das Lied Through the Late Night - 2019: für das Album Rodeo - 2019: für die Single Sky Walker - 2020: für die Single Antisocial - 2020: für das Lied AstroThunder - 2020: für das Lied Houstonfornication - 2020: für das Lied Carousel - 2020: für das Lied R.I.P. Screw - 2020: für das Lied Stop Trying to Be God - 2020: für das Lied Who? What! - 2020: für die Single Turks - 2020: für die Single Out West - 2021: für das Lied Big Shot - 2021: für die Single TKN - 2022: für die Single First Off - 2023: für das Lied Niagara Falls (Foot or 2) - 2023: für das Lied Dreamcatcher - 2023: für das Lied Overdue - 2023: für das Lied Coffee Bean - 2023: für das Lied NC-17 - 2023: für das Lied Skeletons - 2023: für das Lied Trance - 2023: für das Lied Solitaires - 2024: für das Lied Cinderella - 2024: für die Single Type Shit - 2024: für das Lied Thank God - 2024: für die Single Mamacita - 2024: für das Lied Til Further Notice - 2024: für die Single K-pop - 2024: für das Lied Topia Twins - 2024: für das Lied Née-Nah - 2025: für das Lied No Sense - Mexiko - 2020: für die Single Butterfly Effect - 2023: für die Single Stargazing - 2023: für die Single Goosebumps (Remix) - 2023: für die Single Highest in the Room (Remix) - 2025: für das Lied Fe!n - 2025: für die Single K-pop - Neuseeland - 2019: für die Single Antidote - 2019: für das Lied Portland - 2020: für die Single Stargazing - 2020: für die Single Yosemite - 2021: für das Lied Can’t Say - 2022: für die Single Wake Up - 2022: für die Single Antisocial - 2023: für das Album Rodeo - 2024: für das Lied Open Arms - 2024: für das Lied Fe!n - Österreich - 2020: für die Single Sicko Mode - 2020: für die Single Highest in the Room - 2023: für das Album Astroworld - Polen - 2021: für die Single The Scotts - 2023: für die Single Out West - 2024: für die Single Stargazing - 2024: für die Single Zeze - 2024: für das Lied Gatti - 2024: für das Lied My Eyes - 2024: für die Single Franchise - 2024: für das Lied Nightcrawler - 2024: für das Lied Praise God - 2024: für die Single Type Shit - 2024: für das Lied I Know ? - 2024: für das Lied Can’t Say - 2024: für das Album Rodeo - Portugal - 2020: für die Single The London - 2020: für die Single The Scotts - 2020: für die Single Stargazing - 2022: für das Lied Fair Trade - 2023: für das Lied Trance - 2024: für das Lied I Know ? - 2024: für das Lied My Eyes - 2025: für das Lied Open Arms - 2025: für das Album Utopia - Schweiz - 2018: für die Single Butterfly Effect - 2020: für das Album Astroworld - 2024: für das Lied Fe!n - Schweden - 2020: für das Album Astroworld - 2020: für die Single Highest in the Room - 2024: für das Album Utopia - Spanien - 2020: für die Single Sicko Mode - 2024: für die Single Highest in the Room - 2024: für die Single Know No Better - 2024: für die Single Butterfly Effect - Südafrika - 2024: für das Lied Meltdown - 2024: für das Lied I Know ? - Vereinigte Staaten - 2018: für das Lied Through The Late Night - 2019: für die Single Watch - 2022: für das Lied Praise God - 2022: für die Single First Off - 2022: für das Lied Hats Off - 2022: für das Lied Let It Fly - 2022: für das Lied Overdue - 2023: für das Lied Trance - 2023: für das Lied Solitaires - 2024: für das Lied No Sense - 2024: für das Lied Open Arms - 2024: für das Lied AstroThunder - 2024: für das Lied Sdp Interlude - 2024: für das Lied Gang Gang - 2024: für das Lied What to Do? - 2024: für das Lied Wonderful - 2024: für die Single 3500 - 2024: für das Lied Houstonfornication - 2024: für das Lied Carousel - 2024: für das Lied Coffee Bean - 2024: für das Lied Coordinate - 2024: für das Lied Who? What! - 2024: für das Lied Stop Trying to Be God - 2024: für das Lied R.I.P. Screw - 2024: für das Lied Oh My Dis Side - 2024: für die Single Mamacita - 2024: für das Lied NC-17 - 2024: für das Lied Sweet Sweet - 2024: für das Lied Way Back - 2024: für die Single Escape Plan - 2024: für die Single A-Team - 2024: für das Lied Nightcrawler - 2024: für das Lied Telekinesis - 2024: für das Lied Maria I’m Drunk - 2024: für das Lied Topia Twins - 2024: für die Single K-pop - 2024: für die Single Go Off - 2025: für das Lied Née-Nah - 2025: für das Lied The Ends - 2025: für das Lied Apple Pie - Vereinigtes Königreich - 2019: für die Single Zeze - 2021: für die Single Goosebumps (Remix) - 2022: für die Single Know No Better - 2022: für das Album Astroworld - 2023: für das Lied Fair Trade - 2023: für die Single The London - 2024: für die Single Love Galore - 2024: für die Single Pick Up the Phone - 2025: für das Lied Portland - 2025: für das Lied Fe!n - 2025: für die Single Take What You Want | - Australien - 2019: für die Single Zeze - 2021: für die Single Know No Better - 2021: für die Single Goosebumps (Remix) - 2024: für das Lied Portland - 2024: für die Single Take What You Want - 2024: für das Album Astroworld - 2024: für das Lied Fe!n - Brasilien - 2020: für die Single The Scotts - 2023: für die Single Antidote - 2023: für die Single Wake Up - 2023: für das Lied 5% Tint - 2023: für die Single Franchise - 2024: für das Lied Praise God - 2024: für das Album Utopia - 2024: für das Lied Trance - 2024: für das Lied My Eyes - Dänemark - 2022: für die Single Sicko Mode - 2024: für die Single Butterfly Effect - 2024: für die Single Highest in the Room - Deutschland - 2023: für die Single Goosebumps - Frankreich - 2024: für das Album Astroworld - 2024: für die Single Butterfly Effect - Griechenland - 2021: für die Single Sicko Mode - 2024: für die Single Butterfly Effect - 2024: für das Lied Fe!n - Italien - 2021: für die Single Sicko Mode - 2021: für die Single Highest in the Room - 2024: für das Album Utopia - Kanada - 2018: für die Single Antidote - 2018: für die Single Beibs in the Trap - 2019: für das Album Birds in the Trap Sing McKnight - 2019: für die Single The London - 2020: für die Single Champion - 2020: für die Single The Scotts - 2021: für die Single Goosebumps (Remix) - 2023: für die Single Wake Up - 2023: für das Lied 5% Tint - 2023: für das Lied No Bystanders - 2024: für das Lied My Eyes - 2024: für das Lied Telekinesis - 2024: für das Lied Meltdown - 2025: für das Lied Open Arms - Mexiko - 2022: für die Single TKN - 2025: für die Single Sicko Mode - Neuseeland - 2022: für die Single Pick Up the Phone - 2022: für die Single The London - 2023: für die Single Know No Better - 2025: für das Album Utopia - Polen - 2021: für die Single Butterfly Effect - 2024: für die Single Goosebumps (Remix) - 2024: für das Lied Fe!n - 2024: für das Lied Trance - 2024: für das Album Birds in the Trap Sing McKnight - Portugal - 2021: für die Single TKN - 2024: für das Lied Fe!n - Schweiz - 2020: für die Single Highest in the Room - Spanien - 2024: für die Single TKN - Ungarn - 2024: für das Album Utopia - 2025: für das Album Astroworld - Vereinigte Staaten - 2021: für die Single Take What You Want - 2024: für die Single Champions - 2024: für die Single Turks - 2024: für die Single The Scotts - 2024: für das Lied Gatti - 2024: für das Lied 5% Tint - 2024: für das Album Rodeo - 2024: für das Lied No Bystanders - 2024: für die Single Wake Up - 2024: für das Lied Meltdown - 2024: für das Lied Skeletons - 2024: für das Lied Ghostface Killers - 2024: für das Album Utopia - 2025: für die Single Franchise - 2025: für das Lied My Eyes - Vereinigtes Königreich - 2022: für die Single Goosebumps - 2024: für die Single Highest in the Room - 2024: für die Single Butterfly Effect - Australien - 2020: für die Single Highest in the Room - 2021: für die Single Butterfly Effect - 2024: für das Lied Fair Trade - Brasilien - 2023: für das Lied Can’t Say - 2023: für die Single TKN - 2024: für das Lied I Know ? - Dänemark - 2023: für die Single Goosebumps - 2025: für das Album Birds in the Trap Sing McKnight - Italien - 2024: für das Album Astroworld - Kanada - 2019: für die Single Pick Up the Phone - 2023: für das Lied Can’t Say - 2023: für die Single Dark Knight Dummo - 2024: für das Album Utopia - Mexiko - 2021: für die Single Goosebumps - Neuseeland - 2023: für die Single Butterfly Effect - 2023: für die Single Zeze - 2024: für das Album Birds in the Trap Sing McKnight - 2024: für die Single Sky Walker - Österreich - 2022: für die Single Goosebumps - Polen - 2024: für das Album Utopia - 2024: für die Single Highest in the Room - Spanien - 2024: für die Single Goosebumps (Remix) - Vereinigte Staaten - 2019: für die Single Sky Walker - 2020: für die Single The London - 2022: für die Single Dark Knight Dummo - 2024: für die Single Out West - 2024: für die Single Beibs in the Trap - 2024: für das Lied 90210 - 2025: für das Lied I Know ? - Vereinigtes Königreich - 2024: für die Single Sicko Mode - Dänemark - 2023: für das Album Astroworld - Griechenland - 2025: für die Single Goosebumps - Italien - 2024: für die Single Goosebumps - Kanada - 2023: für die Single Yosemite - 2023: für die Single Stargazing - 2023: für die Single Love Galore - 2024: für das Lied Fe!n - 2024: für das Lied I Know ? - Neuseeland - 2021: für die Single Goosebumps (Remix) - 2024: für die Single Love Galore - Polen - 2021: für die Single Sicko Mode - 2024: für das Album Astroworld - Portugal - 2024: für die Single Butterfly Effect - Vereinigte Staaten - 2024: für die Single Yosemite - 2024: für die Single Stargazing - 2024: für das Lied Can’t Say - 2025: für das Lied Fe!n - 2025: für das Album Birds in the Trap Sing McKnight - Australien - 2021: für die Single Goosebumps - Kanada - 2020: für die Single Highest in the Room - 2023: für die Single Take What You Want - 2023: für das Album Astroworld - Neuseeland - 2025: für das Album Astroworld - 2025: für die Single Highest in the Room - Portugal - 2024: für die Single Sicko Mode - Vereinigte Staaten - 2024: für die Single Pick Up the Phone - Kanada - 2019: für die Single Goosebumps - Neuseeland - 2023: für die Single Sicko Mode - Vereinigte Staaten - 2022: für die Single Zeze - 2024: für das Album Astroworld - Portugal - 2024: für die Single Goosebumps - 2024: für die Single Highest in the Room - Vereinigte Staaten - 2024: für die Single Antidote - Kanada - 2023: für die Single Butterfly Effect - Neuseeland - 2025: für die Single Goosebumps - Vereinigte Staaten - 2025: für die Single Love Galore - Australien - 2021: für die Single Sicko Mode - Vereinigte Staaten - 2024: für die Single Highest in the Room - 2025: für die Single Butterfly Effect - Vereinigte Staaten - 2024: für die Single Sicko Mode - Vereinigte Staaten - 2024: für die Single Goosebumps - Brasilien - 2023: für das Album Astroworld - 2023: für die Single Butterfly Effect - 2023: für die Single Stargazing - 2024: für die Single Take What You Want - 2024: für das Lied Fair Trade - 2024: für das Lied Fe!n - Frankreich - 2021: für die Single Goosebumps - 2021: für die Single Goosebumps (Remix) - 2022: für die Single Highest in the Room - 2022: für die Single Sicko Mode - Griechenland - 2024: für die Single Highest in the Room - Kanada - 2021: für die Single Sicko Mode - Mexiko - 2025: für die Single Sicko Mode - 2025: für die Single Highest in the Room - Polen - 2024: für die Single Goosebumps - Brasilien - 2023: für die Single Goosebumps (Remix) - Brasilien - 2023: für die Single Sicko Mode - 2023: für die Single Goosebumps - 2023: für die Single Highest in the Room |

## Auszeichnungen nach Alben

### Rodeo
| Land/Region                  | Auszeichnungen für Musikverkäufe (Land/Region, Auszeichnung, Verkäufe) | Verkäufe  |
| ---------------------------- | ---------------------------------------------------------------------- | --------- |
| Brasilien (PMB)              | Gold                                                                   | 20.000    |
| Dänemark (IFPI)              | Platin                                                                 | 20.000    |
| Italien (FIMI)               | Gold                                                                   | 25.000    |
| Kanada (MC)                  | Platin                                                                 | 80.000    |
| Neuseeland (RMNZ)            | Platin                                                                 | 15.000    |
| Polen (ZPAV)                 | Platin                                                                 | 20.000    |
| Vereinigte Staaten (RIAA)    | 2× Platin                                                              | 2.000.000 |
| Vereinigtes Königreich (BPI) | Gold                                                                   | 100.000   |
| Insgesamt                    | 3× Gold · 6× Platin ·                                                  | 2.280.000 |

### Birds in the Trap Sing McKnight
| Land/Region                  | Auszeichnungen für Musikverkäufe (Land/Region, Auszeichnung, Verkäufe) | Verkäufe  |
| ---------------------------- | ---------------------------------------------------------------------- | --------- |
| Brasilien (PMB)              | Platin                                                                 | 40.000    |
| Dänemark (IFPI)              | 3× Platin                                                              | 60.000    |
| Frankreich (SNEP)            | Platin                                                                 | 100.000   |
| Italien (FIMI)               | Platin                                                                 | 50.000    |
| Kanada (MC)                  | 2× Platin                                                              | 160.000   |
| Neuseeland (RMNZ)            | 3× Platin                                                              | 45.000    |
| Polen (ZPAV)                 | 2× Platin                                                              | 40.000    |
| Vereinigte Staaten (RIAA)    | 4× Platin                                                              | 4.000.000 |
| Vereinigtes Königreich (BPI) | Gold                                                                   | 100.000   |
| Insgesamt                    | 1× Gold · 17× Platin ·                                                 | 4.595.000 |

### Huncho Jack, Jack Huncho
| Land/Region                  | Auszeichnungen für Musikverkäufe (Land/Region, Auszeichnung, Verkäufe) | Verkäufe |
| ---------------------------- | ---------------------------------------------------------------------- | -------- |
| Dänemark (IFPI)              | Gold                                                                   | 10.000   |
| Vereinigtes Königreich (BPI) | Silber                                                                 | 60.000   |
| Insgesamt                    | 1× Silber · 1× Gold ·                                                  | 70.000   |

### Astroworld
| Land/Region                  | Auszeichnungen für Musikverkäufe (Land/Region, Auszeichnung, Verkäufe) | Verkäufe  |
| ---------------------------- | ---------------------------------------------------------------------- | --------- |
| Australien (ARIA)            | 2× Platin                                                              | 140.000   |
| Brasilien (PMB)              | Diamant                                                                | 160.000   |
| Dänemark (IFPI)              | 4× Platin                                                              | 80.000    |
| Deutschland (BVMI)           | Gold                                                                   | 100.000   |
| Frankreich (SNEP)            | 2× Platin                                                              | 200.000   |
| Italien (FIMI)               | 3× Platin                                                              | 150.000   |
| Kanada (MC)                  | 5× Platin                                                              | 400.000   |
| Mexiko (AMPROFON)            | Gold                                                                   | 30.000    |
| Neuseeland (RMNZ)            | 5× Platin                                                              | 75.000    |
| Österreich (IFPI)            | Platin                                                                 | 15.000    |
| Polen (ZPAV)                 | 4× Platin                                                              | 80.000    |
| Portugal (AFP)               | Gold                                                                   | 3.500     |
| Schweden (IFPI)              | Platin                                                                 | 30.000    |
| Schweiz (IFPI)               | Platin                                                                 | 20.000    |
| Singapur (RIAS)              | Gold                                                                   | 5.000     |
| Südafrika (RISA)             | Gold                                                                   | 15.000    |
| Ungarn (MAHASZ)              | 2× Platin                                                              | 8.000     |
| Vereinigte Staaten (RIAA)    | 6× Platin                                                              | 6.000.000 |
| Vereinigtes Königreich (BPI) | Platin                                                                 | 300.000   |
| Insgesamt                    | 5× Gold · 37× Platin · 1× Diamant ·                                    | 7.911.500 |

### JackBoys
| Land/Region                  | Auszeichnungen für Musikverkäufe (Land/Region, Auszeichnung, Verkäufe) | Verkäufe |
| ---------------------------- | ---------------------------------------------------------------------- | -------- |
| Dänemark (IFPI)              | Gold                                                                   | 10.000   |
| Frankreich (SNEP)            | Gold                                                                   | 50.000   |
| Italien (FIMI)               | Gold                                                                   | 25.000   |
| Kanada (MC)                  | Gold                                                                   | 40.000   |
| Neuseeland (RMNZ)            | Gold                                                                   | 7.500    |
| Polen (ZPAV)                 | Gold                                                                   | 10.000   |
| Vereinigtes Königreich (BPI) | Gold                                                                   | 100.000  |
| Insgesamt                    | 7× Gold ·                                                              | 242.500  |

### Utopia
| Land/Region                  | Auszeichnungen für Musikverkäufe (Land/Region, Auszeichnung, Verkäufe) | Verkäufe  |
| ---------------------------- | ---------------------------------------------------------------------- | --------- |
| Australien (ARIA)            | Gold                                                                   | 35.000    |
| Brasilien (PMB)              | 2× Platin                                                              | 80.000    |
| Dänemark (IFPI)              | Platin                                                                 | 20.000    |
| Deutschland (BVMI)           | Gold                                                                   | 75.000    |
| Frankreich (SNEP)            | Platin                                                                 | 100.000   |
| Italien (FIMI)               | 2× Platin                                                              | 100.000   |
| Kanada (MC)                  | 3× Platin                                                              | 240.000   |
| Neuseeland (RMNZ)            | 2× Platin                                                              | 30.000    |
| Niederlande (NVPI)           | Gold                                                                   | 15.000    |
| Polen (ZPAV)                 | 3× Platin                                                              | 60.000    |
| Portugal (AFP)               | Platin                                                                 | 7.000     |
| Schweden (IFPI)              | Platin                                                                 | 30.000    |
| Spanien (Promusicae)         | Gold                                                                   | 20.000    |
| Ungarn (MAHASZ)              | 2× Platin                                                              | 8.000     |
| Vereinigte Staaten (RIAA)    | 2× Platin                                                              | 2.000.000 |
| Vereinigtes Königreich (BPI) | Gold                                                                   | 100.000   |
| Insgesamt                    | 5× Gold · 20× Platin ·                                                 | 2.921.000 |

## Auszeichnungen nach Singles

### Upper Echelon
| Land/Region               | Auszeichnungen für Musikverkäufe (Land/Region, Auszeichnung, Verkäufe) | Verkäufe |
| ------------------------- | ---------------------------------------------------------------------- | -------- |
| Vereinigte Staaten (RIAA) | Gold                                                                   | 500.000  |
| Insgesamt                 | 1× Gold ·                                                              | 500.000  |

### Don’t Play
| Land/Region               | Auszeichnungen für Musikverkäufe (Land/Region, Auszeichnung, Verkäufe) | Verkäufe |
| ------------------------- | ---------------------------------------------------------------------- | -------- |
| Kanada (MC)               | Gold                                                                   | 40.000   |
| Vereinigte Staaten (RIAA) | Gold                                                                   | 500.000  |
| Insgesamt                 | 2× Gold ·                                                              | 540.000  |

### Mamacita
| Land/Region               | Auszeichnungen für Musikverkäufe (Land/Region, Auszeichnung, Verkäufe) | Verkäufe  |
| ------------------------- | ---------------------------------------------------------------------- | --------- |
| Kanada (MC)               | Platin                                                                 | 80.000    |
| Vereinigte Staaten (RIAA) | Platin                                                                 | 1.000.000 |
| Insgesamt                 | 2× Platin ·                                                            | 1.080.000 |

### 3500
| Land/Region               | Auszeichnungen für Musikverkäufe (Land/Region, Auszeichnung, Verkäufe) | Verkäufe  |
| ------------------------- | ---------------------------------------------------------------------- | --------- |
| Polen (ZPAV)              | Gold                                                                   | 25.000    |
| Vereinigte Staaten (RIAA) | Platin                                                                 | 1.000.000 |
| Insgesamt                 | 1× Gold · 1× Platin ·                                                  | 1.025.000 |

### Antidote
| Land/Region                  | Auszeichnungen für Musikverkäufe (Land/Region, Auszeichnung, Verkäufe) | Verkäufe  |
| ---------------------------- | ---------------------------------------------------------------------- | --------- |
| Australien (ARIA)            | Gold                                                                   | 35.000    |
| Brasilien (PMB)              | 2× Platin                                                              | 120.000   |
| Dänemark (IFPI)              | Gold                                                                   | 45.000    |
| Kanada (MC)                  | 2× Platin                                                              | 160.000   |
| Neuseeland (RMNZ)            | Platin                                                                 | 30.000    |
| Polen (ZPAV)                 | Gold                                                                   | 25.000    |
| Vereinigte Staaten (RIAA)    | 7× Platin                                                              | 7.000.000 |
| Vereinigtes Königreich (BPI) | Gold                                                                   | 400.000   |
| Insgesamt                    | 4× Gold · 12× Platin ·                                                 | 7.815.000 |

### Wonderful
| Land/Region                  | Auszeichnungen für Musikverkäufe (Land/Region, Auszeichnung, Verkäufe) | Verkäufe  |
| ---------------------------- | ---------------------------------------------------------------------- | --------- |
| Australien (ARIA)            | Gold                                                                   | 35.000    |
| Kanada (MC)                  | Platin                                                                 | 80.000    |
| Vereinigte Staaten (RIAA)    | Platin                                                                 | 1.000.000 |
| Vereinigtes Königreich (BPI) | Silber                                                                 | 200.000   |
| Insgesamt                    | 1× Silber · 1× Gold · 2× Platin ·                                      | 1.315.000 |

### Whole Lotta Lovin’
| Land/Region               | Auszeichnungen für Musikverkäufe (Land/Region, Auszeichnung, Verkäufe) | Verkäufe |
| ------------------------- | ---------------------------------------------------------------------- | -------- |
| Vereinigte Staaten (RIAA) | Gold                                                                   | 500.000  |
| Insgesamt                 | 1× Gold ·                                                              | 500.000  |

### Bake Sale
| Land/Region               | Auszeichnungen für Musikverkäufe (Land/Region, Auszeichnung, Verkäufe) | Verkäufe |
| ------------------------- | ---------------------------------------------------------------------- | -------- |
| Vereinigte Staaten (RIAA) | Gold                                                                   | 500.000  |
| Insgesamt                 | 1× Gold ·                                                              | 500.000  |

### A-Team
| Land/Region               | Auszeichnungen für Musikverkäufe (Land/Region, Auszeichnung, Verkäufe) | Verkäufe  |
| ------------------------- | ---------------------------------------------------------------------- | --------- |
| Vereinigte Staaten (RIAA) | Platin                                                                 | 1.000.000 |
| Insgesamt                 | 1× Platin ·                                                            | 1.000.000 |

### Pick Up the Phone
| Land/Region                  | Auszeichnungen für Musikverkäufe (Land/Region, Auszeichnung, Verkäufe) | Verkäufe  |
| ---------------------------- | ---------------------------------------------------------------------- | --------- |
| Brasilien (PMB)              | Gold                                                                   | 30.000    |
| Dänemark (IFPI)              | Gold                                                                   | 45.000    |
| Frankreich (SNEP)            | Platin                                                                 | 200.000   |
| Italien (FIMI)               | Gold                                                                   | 25.000    |
| Kanada (MC)                  | 3× Platin                                                              | 240.000   |
| Neuseeland (RMNZ)            | 2× Platin                                                              | 60.000    |
| Polen (ZPAV)                 | Gold                                                                   | 25.000    |
| Schweden (IFPI)              | Gold                                                                   | 20.000    |
| Vereinigte Staaten (RIAA)    | 5× Platin                                                              | 5.000.000 |
| Vereinigtes Königreich (BPI) | Platin                                                                 | 600.000   |
| Insgesamt                    | 5× Gold · 12× Platin ·                                                 | 6.245.000 |

### Champions
| Land/Region                  | Auszeichnungen für Musikverkäufe (Land/Region, Auszeichnung, Verkäufe) | Verkäufe  |
| ---------------------------- | ---------------------------------------------------------------------- | --------- |
| Dänemark (IFPI)              | Gold                                                                   | 45.000    |
| Vereinigte Staaten (RIAA)    | 2× Platin                                                              | 2.000.000 |
| Vereinigtes Königreich (BPI) | Silber                                                                 | 200.000   |
| Insgesamt                    | 1× Silber · 1× Gold · 2× Platin ·                                      | 2.245.000 |

### Beibs in the Trap
| Land/Region                  | Auszeichnungen für Musikverkäufe (Land/Region, Auszeichnung, Verkäufe) | Verkäufe  |
| ---------------------------- | ---------------------------------------------------------------------- | --------- |
| Australien (ARIA)            | Platin                                                                 | 70.000    |
| Brasilien (PMB)              | Gold                                                                   | 30.000    |
| Dänemark (IFPI)              | Gold                                                                   | 45.000    |
| Kanada (MC)                  | 2× Platin                                                              | 160.000   |
| Neuseeland (RMNZ)            | Gold                                                                   | 15.000    |
| Vereinigte Staaten (RIAA)    | 3× Platin                                                              | 3.000.000 |
| Vereinigtes Königreich (BPI) | Silber                                                                 | 200.000   |
| Insgesamt                    | 1× Silber · 3× Gold · 6× Platin ·                                      | 3.520.000 |

### Last Time
| Land/Region               | Auszeichnungen für Musikverkäufe (Land/Region, Auszeichnung, Verkäufe) | Verkäufe |
| ------------------------- | ---------------------------------------------------------------------- | -------- |
| Vereinigte Staaten (RIAA) | Gold                                                                   | 500.000  |
| Insgesamt                 | 1× Gold ·                                                              | 500.000  |

### Goosebumps
| Land/Region                  | Auszeichnungen für Musikverkäufe (Land/Region, Auszeichnung, Verkäufe) | Verkäufe   |
| ---------------------------- | ---------------------------------------------------------------------- | ---------- |
| Australien (ARIA)            | 5× Platin                                                              | 350.000    |
| Belgien (BRMA)               | Platin                                                                 | 40.000     |
| Brasilien (PMB)              | 3× Diamant                                                             | 750.000    |
| Dänemark (IFPI)              | 3× Platin                                                              | 270.000    |
| Deutschland (BVMI)           | 2× Platin                                                              | 800.000    |
| Frankreich (SNEP)            | Diamant                                                                | 333.333    |
| Griechenland (IFPI)          | 4× Platin                                                              | 80.000     |
| Italien (FIMI)               | 4× Platin                                                              | 400.000    |
| Kanada (MC)                  | 6× Platin                                                              | 480.000    |
| Mexiko (AMPROFON)            | 3× Platin                                                              | 180.000    |
| Neuseeland (RMNZ)            | 8× Platin                                                              | 240.000    |
| Österreich (IFPI)            | 3× Platin                                                              | 90.000     |
| Polen (ZPAV)                 | Diamant                                                                | 250.000    |
| Portugal (AFP)               | 7× Platin                                                              | 70.000     |
| Schweden (IFPI)              | Gold                                                                   | 40.000     |
| Vereinigte Staaten (RIAA)    | 16× Platin                                                             | 16.000.000 |
| Vereinigtes Königreich (BPI) | 2× Platin                                                              | 1.200.000  |
| Insgesamt                    | 1× Gold · 54× Platin · 6× Diamant ·                                    | 21.573.333 |

### Go Off
| Land/Region               | Auszeichnungen für Musikverkäufe (Land/Region, Auszeichnung, Verkäufe) | Verkäufe  |
| ------------------------- | ---------------------------------------------------------------------- | --------- |
| Vereinigte Staaten (RIAA) | Platin                                                                 | 1.000.000 |
| Insgesamt                 | 1× Platin ·                                                            | 1.000.000 |

### Love Galore
| Land/Region                  | Auszeichnungen für Musikverkäufe (Land/Region, Auszeichnung, Verkäufe) | Verkäufe  |
| ---------------------------- | ---------------------------------------------------------------------- | --------- |
| Brasilien (PMB)              | Platin                                                                 | 40.000    |
| Dänemark (IFPI)              | Gold                                                                   | 45.000    |
| Kanada (MC)                  | 4× Platin                                                              | 320.000   |
| Neuseeland (RMNZ)            | 4× Platin                                                              | 120.000   |
| Vereinigte Staaten (RIAA)    | 8× Platin                                                              | 8.000.000 |
| Vereinigtes Königreich (BPI) | Platin                                                                 | 600.000   |
| Insgesamt                    | 1× Gold · 18× Platin ·                                                 | 9.125.000 |

### Butterfly Effect
| Land/Region                  | Auszeichnungen für Musikverkäufe (Land/Region, Auszeichnung, Verkäufe) | Verkäufe   |
| ---------------------------- | ---------------------------------------------------------------------- | ---------- |
| Australien (ARIA)            | 3× Platin                                                              | 210.000    |
| Brasilien (PMB)              | Diamant                                                                | 160.000    |
| Dänemark (IFPI)              | 2× Platin                                                              | 180.000    |
| Deutschland (BVMI)           | Platin                                                                 | 400.000    |
| Frankreich (SNEP)            | Diamant                                                                | 333.333    |
| Griechenland (IFPI)          | 2× Platin                                                              | 40.000     |
| Italien (FIMI)               | Platin                                                                 | 50.000     |
| Kanada (MC)                  | 8× Platin                                                              | 640.000    |
| Mexiko (AMPROFON)            | Platin                                                                 | 60.000     |
| Neuseeland (RMNZ)            | 3× Platin                                                              | 90.000     |
| Polen (ZPAV)                 | 2× Platin                                                              | 100.000    |
| Portugal (AFP)               | 4× Platin                                                              | 40.000     |
| Schweden (IFPI)              | Gold                                                                   | 20.000     |
| Schweiz (IFPI)               | Platin                                                                 | 20.000     |
| Spanien (Promusicae)         | Platin                                                                 | 60.000     |
| Vereinigte Staaten (RIAA)    | 9× Platin                                                              | 9.000.000  |
| Vereinigtes Königreich (BPI) | 2× Platin                                                              | 1.200.000  |
| Insgesamt                    | 1× Gold · 40× Platin · 2× Diamant ·                                    | 12.603.333 |

### Know No Better
| Land/Region                  | Auszeichnungen für Musikverkäufe (Land/Region, Auszeichnung, Verkäufe) | Verkäufe  |
| ---------------------------- | ---------------------------------------------------------------------- | --------- |
| Australien (ARIA)            | 2× Platin                                                              | 140.000   |
| Belgien (BRMA)               | Gold                                                                   | 15.000    |
| Brasilien (PMB)              | Gold                                                                   | 20.000    |
| Dänemark (IFPI)              | Gold                                                                   | 45.000    |
| Frankreich (SNEP)            | Platin                                                                 | 133.333   |
| Italien (FIMI)               | Platin                                                                 | 50.000    |
| Neuseeland (RMNZ)            | 2× Platin                                                              | 60.000    |
| Spanien (Promusicae)         | Platin                                                                 | 60.000    |
| Vereinigte Staaten (RIAA)    | Gold                                                                   | 500.000   |
| Vereinigtes Königreich (BPI) | Platin                                                                 | 600.000   |
| Insgesamt                    | 4× Gold · 8× Platin ·                                                  | 1.608.333 |

### Sky Walker
| Land/Region                  | Auszeichnungen für Musikverkäufe (Land/Region, Auszeichnung, Verkäufe) | Verkäufe  |
| ---------------------------- | ---------------------------------------------------------------------- | --------- |
| Dänemark (IFPI)              | Gold                                                                   | 45.000    |
| Kanada (MC)                  | Platin                                                                 | 80.000    |
| Neuseeland (RMNZ)            | 3× Platin                                                              | 90.000    |
| Vereinigte Staaten (RIAA)    | 3× Platin                                                              | 3.000.000 |
| Vereinigtes Königreich (BPI) | Gold                                                                   | 400.000   |
| Insgesamt                    | 2× Gold · 7× Platin ·                                                  | 3.615.000 |

### 4 AM
| Land/Region               | Auszeichnungen für Musikverkäufe (Land/Region, Auszeichnung, Verkäufe) | Verkäufe  |
| ------------------------- | ---------------------------------------------------------------------- | --------- |
| Vereinigte Staaten (RIAA) | Platin                                                                 | 1.000.000 |
| Insgesamt                 | 1× Platin ·                                                            | 1.000.000 |

### Dark Knight Dummo
| Land/Region                  | Auszeichnungen für Musikverkäufe (Land/Region, Auszeichnung, Verkäufe) | Verkäufe  |
| ---------------------------- | ---------------------------------------------------------------------- | --------- |
| Kanada (MC)                  | 3× Platin                                                              | 240.000   |
| Portugal (AFP)               | Gold                                                                   | 5.000     |
| Vereinigte Staaten (RIAA)    | 3× Platin                                                              | 3.000.000 |
| Vereinigtes Königreich (BPI) | Silber                                                                 | 200.000   |
| Insgesamt                    | 1× Silber · 1× Gold · 6× Platin ·                                      | 3.445.000 |

### Close
| Land/Region               | Auszeichnungen für Musikverkäufe (Land/Region, Auszeichnung, Verkäufe) | Verkäufe |
| ------------------------- | ---------------------------------------------------------------------- | -------- |
| Brasilien (PMB)           | Gold                                                                   | 20.000   |
| Vereinigte Staaten (RIAA) | Gold                                                                   | 500.000  |
| Insgesamt                 | 2× Gold ·                                                              | 520.000  |

### Watch
| Land/Region               | Auszeichnungen für Musikverkäufe (Land/Region, Auszeichnung, Verkäufe) | Verkäufe  |
| ------------------------- | ---------------------------------------------------------------------- | --------- |
| Kanada (MC)               | Gold                                                                   | 40.000    |
| Vereinigte Staaten (RIAA) | Platin                                                                 | 1.000.000 |
| Insgesamt                 | 1× Gold · 1× Platin ·                                                  | 1.040.000 |

### Champion
| Land/Region                  | Auszeichnungen für Musikverkäufe (Land/Region, Auszeichnung, Verkäufe) | Verkäufe  |
| ---------------------------- | ---------------------------------------------------------------------- | --------- |
| Kanada (MC)                  | 2× Platin                                                              | 160.000   |
| Portugal (AFP)               | Gold                                                                   | 5.000     |
| Vereinigte Staaten (RIAA)    | Platin                                                                 | 1.000.000 |
| Vereinigtes Königreich (BPI) | Silber                                                                 | 200.000   |
| Insgesamt                    | 1× Silber · 1× Gold · 3× Platin ·                                      | 1.365.000 |

### Stargazing
| Land/Region                  | Auszeichnungen für Musikverkäufe (Land/Region, Auszeichnung, Verkäufe) | Verkäufe  |
| ---------------------------- | ---------------------------------------------------------------------- | --------- |
| Australien (ARIA)            | Platin                                                                 | 70.000    |
| Brasilien (PMB)              | Diamant                                                                | 160.000   |
| Dänemark (IFPI)              | Platin                                                                 | 90.000    |
| Frankreich (SNEP)            | Gold                                                                   | 100.000   |
| Italien (FIMI)               | Gold                                                                   | 25.000    |
| Kanada (MC)                  | 4× Platin                                                              | 320.000   |
| Mexiko (AMPROFON)            | Platin                                                                 | 60.000    |
| Neuseeland (RMNZ)            | Platin                                                                 | 30.000    |
| Polen (ZPAV)                 | Platin                                                                 | 50.000    |
| Portugal (AFP)               | Platin                                                                 | 10.000    |
| Vereinigte Staaten (RIAA)    | 4× Platin                                                              | 4.000.000 |
| Vereinigtes Königreich (BPI) | Gold                                                                   | 400.000   |
| Insgesamt                    | 3× Gold · 14× Platin · 1× Diamant ·                                    | 5.315.000 |

### Sicko Mode
| Land/Region                  | Auszeichnungen für Musikverkäufe (Land/Region, Auszeichnung, Verkäufe) | Verkäufe   |
| ---------------------------- | ---------------------------------------------------------------------- | ---------- |
| Australien (ARIA)            | 9× Platin                                                              | 630.000    |
| Brasilien (PMB)              | 3× Diamant                                                             | 480.000    |
| Dänemark (IFPI)              | 2× Platin                                                              | 180.000    |
| Deutschland (BVMI)           | Platin                                                                 | 400.000    |
| Frankreich (SNEP)            | Diamant                                                                | 333.333    |
| Griechenland (IFPI)          | 2× Platin                                                              | 40.000     |
| Italien (FIMI)               | 2× Platin                                                              | 140.000    |
| Kanada (MC)                  | Diamant                                                                | 800.000    |
| Mexiko (AMPROFON)            | Diamant · + 2× Platin                                                  | 420.000    |
| Neuseeland (RMNZ)            | 6× Platin                                                              | 180.000    |
| Österreich (IFPI)            | Platin                                                                 | 30.000     |
| Polen (ZPAV)                 | 4× Platin                                                              | 200.000    |
| Portugal (AFP)               | 5× Platin                                                              | 50.000     |
| Schweden (IFPI)              | Gold                                                                   | 40.000     |
| Spanien (Promusicae)         | Platin                                                                 | 40.000     |
| Vereinigte Staaten (RIAA)    | 15× Platin                                                             | 15.000.000 |
| Vereinigtes Königreich (BPI) | 3× Platin                                                              | 1.800.000  |
| Insgesamt                    | 1× Gold · 43× Platin · 7× Diamant ·                                    | 20.763.333 |

### Zeze
| Land/Region                  | Auszeichnungen für Musikverkäufe (Land/Region, Auszeichnung, Verkäufe) | Verkäufe  |
| ---------------------------- | ---------------------------------------------------------------------- | --------- |
| Australien (ARIA)            | 2× Platin                                                              | 140.000   |
| Dänemark (IFPI)              | Platin                                                                 | 90.000    |
| Deutschland (BVMI)           | Gold                                                                   | 200.000   |
| Frankreich (SNEP)            | Platin                                                                 | 200.000   |
| Italien (FIMI)               | Gold                                                                   | 25.000    |
| Neuseeland (RMNZ)            | 3× Platin                                                              | 90.000    |
| Polen (ZPAV)                 | Platin                                                                 | 50.000    |
| Portugal (AFP)               | Gold                                                                   | 5.000     |
| Spanien (Promusicae)         | Gold                                                                   | 30.000    |
| Vereinigte Staaten (RIAA)    | 6× Platin                                                              | 6.000.000 |
| Vereinigtes Königreich (BPI) | Platin                                                                 | 600.000   |
| Insgesamt                    | 4× Gold · 15× Platin ·                                                 | 7.430.000 |

### Yosemite
| Land/Region                  | Auszeichnungen für Musikverkäufe (Land/Region, Auszeichnung, Verkäufe) | Verkäufe  |
| ---------------------------- | ---------------------------------------------------------------------- | --------- |
| Australien (ARIA)            | Platin                                                                 | 70.000    |
| Brasilien (PMB)              | Platin                                                                 | 40.000    |
| Dänemark (IFPI)              | Gold                                                                   | 45.000    |
| Frankreich (SNEP)            | Gold                                                                   | 100.000   |
| Italien (FIMI)               | Gold                                                                   | 35.000    |
| Kanada (MC)                  | 4× Platin                                                              | 320.000   |
| Neuseeland (RMNZ)            | Platin                                                                 | 30.000    |
| Polen (ZPAV)                 | Gold                                                                   | 25.000    |
| Vereinigte Staaten (RIAA)    | 4× Platin                                                              | 4.000.000 |
| Vereinigtes Königreich (BPI) | Gold                                                                   | 400.000   |
| Insgesamt                    | 5× Gold · 11× Platin ·                                                 | 5.065.000 |

### Mile High
| Land/Region     | Auszeichnungen für Musikverkäufe (Land/Region, Auszeichnung, Verkäufe) | Verkäufe |
| --------------- | ---------------------------------------------------------------------- | -------- |
| Brasilien (PMB) | Gold                                                                   | 20.000   |
| Insgesamt       | 1× Gold ·                                                              | 20.000   |

### First Off
| Land/Region               | Auszeichnungen für Musikverkäufe (Land/Region, Auszeichnung, Verkäufe) | Verkäufe  |
| ------------------------- | ---------------------------------------------------------------------- | --------- |
| Kanada (MC)               | Platin                                                                 | 80.000    |
| Vereinigte Staaten (RIAA) | Platin                                                                 | 1.000.000 |
| Insgesamt                 | 2× Platin ·                                                            | 1.080.000 |

### Wake Up
| Land/Region                  | Auszeichnungen für Musikverkäufe (Land/Region, Auszeichnung, Verkäufe) | Verkäufe  |
| ---------------------------- | ---------------------------------------------------------------------- | --------- |
| Australien (ARIA)            | Platin                                                                 | 70.000    |
| Brasilien (PMB)              | 2× Platin                                                              | 80.000    |
| Kanada (MC)                  | 2× Platin                                                              | 160.000   |
| Neuseeland (RMNZ)            | Platin                                                                 | 30.000    |
| Vereinigte Staaten (RIAA)    | 2× Platin                                                              | 2.000.000 |
| Vereinigtes Königreich (BPI) | Silber                                                                 | 200.000   |
| Insgesamt                    | 1× Silber · 8× Platin ·                                                | 2.540.000 |

### Chopstix
| Land/Region               | Auszeichnungen für Musikverkäufe (Land/Region, Auszeichnung, Verkäufe) | Verkäufe |
| ------------------------- | ---------------------------------------------------------------------- | -------- |
| Vereinigte Staaten (RIAA) | Gold                                                                   | 500.000  |
| Insgesamt                 | 1× Gold ·                                                              | 500.000  |

### The London
| Land/Region                  | Auszeichnungen für Musikverkäufe (Land/Region, Auszeichnung, Verkäufe) | Verkäufe  |
| ---------------------------- | ---------------------------------------------------------------------- | --------- |
| Australien (ARIA)            | Platin                                                                 | 70.000    |
| Dänemark (IFPI)              | Platin                                                                 | 90.000    |
| Frankreich (SNEP)            | Gold                                                                   | 100.000   |
| Italien (FIMI)               | Gold                                                                   | 35.000    |
| Kanada (MC)                  | 2× Platin                                                              | 160.000   |
| Neuseeland (RMNZ)            | 2× Platin                                                              | 60.000    |
| Polen (ZPAV)                 | Gold                                                                   | 25.000    |
| Portugal (AFP)               | Platin                                                                 | 10.000    |
| Vereinigte Staaten (RIAA)    | 3× Platin                                                              | 3.000.000 |
| Vereinigtes Königreich (BPI) | Platin                                                                 | 600.000   |
| Insgesamt                    | 3× Gold · 11× Platin ·                                                 | 4.150.000 |

### Power Is Power
| Land/Region               | Auszeichnungen für Musikverkäufe (Land/Region, Auszeichnung, Verkäufe) | Verkäufe |
| ------------------------- | ---------------------------------------------------------------------- | -------- |
| Vereinigte Staaten (RIAA) | Gold                                                                   | 500.000  |
| Insgesamt                 | 1× Gold ·                                                              | 500.000  |

### Antisocial
| Land/Region                  | Auszeichnungen für Musikverkäufe (Land/Region, Auszeichnung, Verkäufe) | Verkäufe  |
| ---------------------------- | ---------------------------------------------------------------------- | --------- |
| Australien (ARIA)            | Gold                                                                   | 35.000    |
| Brasilien (PMB)              | Gold                                                                   | 20.000    |
| Dänemark (IFPI)              | Gold                                                                   | 45.000    |
| Kanada (MC)                  | Platin                                                                 | 80.000    |
| Neuseeland (RMNZ)            | Platin                                                                 | 30.000    |
| Polen (ZPAV)                 | Gold                                                                   | 25.000    |
| Vereinigte Staaten (RIAA)    | Gold                                                                   | 500.000   |
| Vereinigtes Königreich (BPI) | Gold                                                                   | 400.000   |
| Insgesamt                    | 6× Gold · 2× Platin ·                                                  | 1.135.000 |

### Highest in the Room
| Land/Region                  | Auszeichnungen für Musikverkäufe (Land/Region, Auszeichnung, Verkäufe) | Verkäufe   |
| ---------------------------- | ---------------------------------------------------------------------- | ---------- |
| Australien (ARIA)            | 3× Platin                                                              | 210.000    |
| Belgien (BRMA)               | Gold                                                                   | 20.000     |
| Brasilien (PMB)              | 3× Diamant                                                             | 480.000    |
| Dänemark (IFPI)              | 2× Platin                                                              | 180.000    |
| Deutschland (BVMI)           | Platin                                                                 | 400.000    |
| Frankreich (SNEP)            | Diamant                                                                | 333.333    |
| Griechenland (IFPI)          | Diamant                                                                | 100.000    |
| Italien (FIMI)               | 2× Platin                                                              | 140.000    |
| Kanada (MC)                  | 5× Platin                                                              | 400.000    |
| Mexiko (AMPROFON)            | Diamant                                                                | 300.000    |
| Neuseeland (RMNZ)            | 5× Platin                                                              | 150.000    |
| Österreich (IFPI)            | Platin                                                                 | 30.000     |
| Polen (ZPAV)                 | 3× Platin                                                              | 150.000    |
| Portugal (AFP)               | 7× Platin                                                              | 70.000     |
| Schweden (IFPI)              | Platin                                                                 | 80.000     |
| Schweiz (IFPI)               | 2× Platin                                                              | 40.000     |
| Spanien (Promusicae)         | Platin                                                                 | 60.000     |
| Vereinigte Staaten (RIAA)    | 9× Platin                                                              | 9.000.000  |
| Vereinigtes Königreich (BPI) | 2× Platin                                                              | 1.200.000  |
| Insgesamt                    | 1× Gold · 44× Platin · 6× Diamant ·                                    | 13.343.333 |

### Take What You Want
| Land/Region                  | Auszeichnungen für Musikverkäufe (Land/Region, Auszeichnung, Verkäufe) | Verkäufe  |
| ---------------------------- | ---------------------------------------------------------------------- | --------- |
| Australien (ARIA)            | 2× Platin                                                              | 140.000   |
| Brasilien (PMB)              | Diamant                                                                | 160.000   |
| Dänemark (IFPI)              | Gold                                                                   | 45.000    |
| Italien (FIMI)               | Gold                                                                   | 35.000    |
| Kanada (MC)                  | 5× Platin                                                              | 400.000   |
| Polen (ZPAV)                 | Gold                                                                   | 25.000    |
| Portugal (AFP)               | Gold                                                                   | 5.000     |
| Vereinigte Staaten (RIAA)    | 2× Platin                                                              | 2.000.000 |
| Vereinigtes Königreich (BPI) | Gold                                                                   | 400.000   |
| Insgesamt                    | 4× Gold · 10× Platin · 1× Diamant ·                                    | 3.410.000 |

### Highest in the Room (Remix)
| Land/Region          | Auszeichnungen für Musikverkäufe (Land/Region, Auszeichnung, Verkäufe) | Verkäufe |
| -------------------- | ---------------------------------------------------------------------- | -------- |
| Brasilien (PMB)      | Platin                                                                 | 40.000   |
| Mexiko (AMPROFON)    | Platin                                                                 | 60.000   |
| Spanien (Promusicae) | Gold                                                                   | 30.000   |
| Insgesamt            | 1× Gold · 2× Platin ·                                                  | 130.000  |

### Out West
| Land/Region                  | Auszeichnungen für Musikverkäufe (Land/Region, Auszeichnung, Verkäufe) | Verkäufe  |
| ---------------------------- | ---------------------------------------------------------------------- | --------- |
| Dänemark (IFPI)              | Gold                                                                   | 45.000    |
| Frankreich (SNEP)            | Gold                                                                   | 100.000   |
| Griechenland (IFPI)          | Platin                                                                 | 20.000    |
| Italien (FIMI)               | Gold                                                                   | 35.000    |
| Kanada (MC)                  | Platin                                                                 | 80.000    |
| Mexiko (AMPROFON)            | Gold                                                                   | 30.000    |
| Polen (ZPAV)                 | Platin                                                                 | 50.000    |
| Portugal (AFP)               | Gold                                                                   | 5.000     |
| Vereinigte Staaten (RIAA)    | 3× Platin                                                              | 3.000.000 |
| Vereinigtes Königreich (BPI) | Silber                                                                 | 200.000   |
| Insgesamt                    | 1× Silber · 5× Gold · 6× Platin ·                                      | 3.565.000 |

### Turks
| Land/Region               | Auszeichnungen für Musikverkäufe (Land/Region, Auszeichnung, Verkäufe) | Verkäufe  |
| ------------------------- | ---------------------------------------------------------------------- | --------- |
| Brasilien (PMB)           | Gold                                                                   | 20.000    |
| Kanada (MC)               | Platin                                                                 | 80.000    |
| Vereinigte Staaten (RIAA) | 2× Platin                                                              | 2.000.000 |
| Insgesamt                 | 1× Gold · 3× Platin ·                                                  | 2.100.000 |

### The Scotts
| Land/Region                  | Auszeichnungen für Musikverkäufe (Land/Region, Auszeichnung, Verkäufe) | Verkäufe  |
| ---------------------------- | ---------------------------------------------------------------------- | --------- |
| Australien (ARIA)            | Gold                                                                   | 35.000    |
| Brasilien (PMB)              | 2× Platin                                                              | 80.000    |
| Dänemark (IFPI)              | Gold                                                                   | 45.000    |
| Frankreich (SNEP)            | Platin                                                                 | 200.000   |
| Griechenland (IFPI)          | Platin                                                                 | 20.000    |
| Italien (FIMI)               | Gold                                                                   | 35.000    |
| Kanada (MC)                  | 2× Platin                                                              | 160.000   |
| Mexiko (AMPROFON)            | Gold                                                                   | 30.000    |
| Neuseeland (RMNZ)            | Gold                                                                   | 15.000    |
| Österreich (IFPI)            | Gold                                                                   | 15.000    |
| Polen (ZPAV)                 | Platin                                                                 | 50.000    |
| Portugal (AFP)               | Platin                                                                 | 10.000    |
| Schweiz (IFPI)               | Gold                                                                   | 10.000    |
| Spanien (Promusicae)         | Gold                                                                   | 30.000    |
| Vereinigte Staaten (RIAA)    | 3× Platin                                                              | 3.000.000 |
| Vereinigtes Königreich (BPI) | Silber                                                                 | 200.000   |
| Insgesamt                    | 1× Silber · 9× Gold · 10× Platin ·                                     | 3.935.000 |

### TKN
| Land/Region                  | Auszeichnungen für Musikverkäufe (Land/Region, Auszeichnung, Verkäufe) | Verkäufe  |
| ---------------------------- | ---------------------------------------------------------------------- | --------- |
| Australien (ARIA)            | Gold                                                                   | 35.000    |
| Brasilien (PMB)              | 3× Platin                                                              | 120.000   |
| Frankreich (SNEP)            | Gold                                                                   | 100.000   |
| Italien (FIMI)               | Platin                                                                 | 70.000    |
| Kanada (MC)                  | Platin                                                                 | 80.000    |
| Mexiko (AMPROFON)            | 2× Platin                                                              | 120.000   |
| Polen (ZPAV)                 | Gold                                                                   | 25.000    |
| Portugal (AFP)               | 2× Platin                                                              | 20.000    |
| Schweiz (IFPI)               | Gold                                                                   | 10.000    |
| Spanien (Promusicae)         | 2× Platin                                                              | 120.000   |
| Vereinigte Staaten (RIAA)    | Gold                                                                   | 500.000   |
| Vereinigtes Königreich (BPI) | Silber                                                                 | 200.000   |
| Insgesamt                    | 1× Silber · 5× Gold · 11× Platin ·                                     | 1.400.000 |

### Franchise
| Land/Region                  | Auszeichnungen für Musikverkäufe (Land/Region, Auszeichnung, Verkäufe) | Verkäufe  |
| ---------------------------- | ---------------------------------------------------------------------- | --------- |
| Brasilien (PMB)              | 2× Platin                                                              | 80.000    |
| Kanada (MC)                  | Gold                                                                   | 40.000    |
| Polen (ZPAV)                 | Platin                                                                 | 50.000    |
| Vereinigte Staaten (RIAA)    | 2× Platin                                                              | 2.000.000 |
| Vereinigtes Königreich (BPI) | Silber                                                                 | 200.000   |
| Insgesamt                    | 1× Silber · 1× Gold · 5× Platin ·                                      | 2.370.000 |

### Escape Plan
| Land/Region               | Auszeichnungen für Musikverkäufe (Land/Region, Auszeichnung, Verkäufe) | Verkäufe  |
| ------------------------- | ---------------------------------------------------------------------- | --------- |
| Brasilien (PMB)           | Gold                                                                   | 20.000    |
| Vereinigte Staaten (RIAA) | Platin                                                                 | 1.000.000 |
| Insgesamt                 | 1× Gold · 1× Platin ·                                                  | 1.020.000 |

### Mafia
| Land/Region               | Auszeichnungen für Musikverkäufe (Land/Region, Auszeichnung, Verkäufe) | Verkäufe |
| ------------------------- | ---------------------------------------------------------------------- | -------- |
| Brasilien (PMB)           | Platin                                                                 | 40.000   |
| Vereinigte Staaten (RIAA) | Gold                                                                   | 500.000  |
| Insgesamt                 | 1× Gold · 1× Platin ·                                                  | 540.000  |

### Goosebumps (Remix)
| Land/Region                  | Auszeichnungen für Musikverkäufe (Land/Region, Auszeichnung, Verkäufe) | Verkäufe  |
| ---------------------------- | ---------------------------------------------------------------------- | --------- |
| Australien (ARIA)            | Platin                                                                 | 140.000   |
| Brasilien (PMB)              | 2× Diamant                                                             | 320.000   |
| Frankreich (SNEP)            | Diamant                                                                | 333.333   |
| Griechenland (IFPI)          | Platin                                                                 | 20.000    |
| Kanada (MC)                  | 2× Platin                                                              | 160.000   |
| Mexiko (AMPROFON)            | Platin                                                                 | 140.000   |
| Neuseeland (RMNZ)            | 4× Platin                                                              | 120.000   |
| Polen (ZPAV)                 | 2× Platin                                                              | 100.000   |
| Spanien (Promusicae)         | 3× Platin                                                              | 180.000   |
| Vereinigtes Königreich (BPI) | Platin                                                                 | 600.000   |
| Insgesamt                    | 16× Platin · 3× Diamant ·                                              | 2.113.333 |

### Durag Activity
| Land/Region               | Auszeichnungen für Musikverkäufe (Land/Region, Auszeichnung, Verkäufe) | Verkäufe |
| ------------------------- | ---------------------------------------------------------------------- | -------- |
| Kanada (MC)               | Gold                                                                   | 40.000   |
| Vereinigte Staaten (RIAA) | Gold                                                                   | 500.000  |
| Insgesamt                 | 2× Gold ·                                                              | 540.000  |

### Never Sleep
| Land/Region | Auszeichnungen für Musikverkäufe (Land/Region, Auszeichnung, Verkäufe) | Verkäufe |
| ----------- | ---------------------------------------------------------------------- | -------- |
| Kanada (MC) | Gold                                                                   | 40.000   |
| Insgesamt   | 1× Gold ·                                                              | 40.000   |

### K-pop
| Land/Region               | Auszeichnungen für Musikverkäufe (Land/Region, Auszeichnung, Verkäufe) | Verkäufe  |
| ------------------------- | ---------------------------------------------------------------------- | --------- |
| Brasilien (PMB)           | Platin                                                                 | 40.000    |
| Italien (FIMI)            | Gold                                                                   | 50.000    |
| Kanada (MC)               | Platin                                                                 | 80.000    |
| Mexiko (AMPROFON)         | Platin                                                                 | 140.000   |
| Polen (ZPAV)              | Gold                                                                   | 25.000    |
| Portugal (AFP)            | Gold                                                                   | 5.000     |
| Schweiz (IFPI)            | Gold                                                                   | 15.000    |
| Spanien (Promusicae)      | Gold                                                                   | 30.000    |
| Südafrika (RISA)          | Gold                                                                   | 20.000    |
| Vereinigte Staaten (RIAA) | Platin                                                                 | 1.000.000 |
| Insgesamt                 | 6× Gold · 4× Platin ·                                                  | 1.405.000 |

### Delresto (Echoes)
| Land/Region     | Auszeichnungen für Musikverkäufe (Land/Region, Auszeichnung, Verkäufe) | Verkäufe |
| --------------- | ---------------------------------------------------------------------- | -------- |
| Brasilien (PMB) | Platin                                                                 | 40.000   |
| Kanada (MC)     | Gold                                                                   | 40.000   |
| Insgesamt       | 1× Gold · 1× Platin ·                                                  | 80.000   |

### Type Shit
| Land/Region                  | Auszeichnungen für Musikverkäufe (Land/Region, Auszeichnung, Verkäufe) | Verkäufe |
| ---------------------------- | ---------------------------------------------------------------------- | -------- |
| Australien (ARIA)            | Gold                                                                   | 35.000   |
| Belgien (BRMA)               | Gold                                                                   | 20.000   |
| Griechenland (IFPI)          | Platin                                                                 | 20.000   |
| Kanada (MC)                  | 2× Platin                                                              | 160.000  |
| Österreich (IFPI)            | Gold                                                                   | 15.000   |
| Polen (ZPAV)                 | Platin                                                                 | 50.000   |
| Schweiz (IFPI)               | Gold                                                                   | 15.000   |
| Südafrika (RISA)             | Gold                                                                   | 20.000   |
| Vereinigtes Königreich (BPI) | Silber                                                                 | 200.000  |
| Insgesamt                    | 1× Silber · 5× Gold · 4× Platin ·                                      | 535.000  |

### Parking Lot
| Land/Region               | Auszeichnungen für Musikverkäufe (Land/Region, Auszeichnung, Verkäufe) | Verkäufe |
| ------------------------- | ---------------------------------------------------------------------- | -------- |
| Vereinigte Staaten (RIAA) | Gold                                                                   | 500.000  |
| Insgesamt                 | 1× Gold ·                                                              | 500.000  |

### Active
| Land/Region    | Auszeichnungen für Musikverkäufe (Land/Region, Auszeichnung, Verkäufe) | Verkäufe |
| -------------- | ---------------------------------------------------------------------- | -------- |
| Nigeria (TCSN) | Gold                                                                   | 50.000   |
| Insgesamt      | 1× Gold ·                                                              | 50.000   |

## Auszeichnungen nach Liedern

### 90210
| Land/Region                  | Auszeichnungen für Musikverkäufe (Land/Region, Auszeichnung, Verkäufe) | Verkäufe  |
| ---------------------------- | ---------------------------------------------------------------------- | --------- |
| Brasilien (PMB)              | Gold                                                                   | 20.000    |
| Dänemark (IFPI)              | Gold                                                                   | 45.000    |
| Polen (ZPAV)                 | Gold                                                                   | 25.000    |
| Vereinigte Staaten (RIAA)    | 3× Platin                                                              | 3.000.000 |
| Vereinigtes Königreich (BPI) | Gold                                                                   | 400.000   |
| Insgesamt                    | 4× Gold · 3× Platin ·                                                  | 3.490.000 |

### Nightcrawler
| Land/Region                  | Auszeichnungen für Musikverkäufe (Land/Region, Auszeichnung, Verkäufe) | Verkäufe  |
| ---------------------------- | ---------------------------------------------------------------------- | --------- |
| Polen (ZPAV)                 | Platin                                                                 | 50.000    |
| Vereinigte Staaten (RIAA)    | Platin                                                                 | 1.000.000 |
| Vereinigtes Königreich (BPI) | Silber                                                                 | 200.000   |
| Insgesamt                    | 1× Silber · 2× Platin ·                                                | 1.250.000 |

### Maria I’m Drunk
| Land/Region               | Auszeichnungen für Musikverkäufe (Land/Region, Auszeichnung, Verkäufe) | Verkäufe  |
| ------------------------- | ---------------------------------------------------------------------- | --------- |
| Vereinigte Staaten (RIAA) | Platin                                                                 | 1.000.000 |
| Insgesamt                 | 1× Platin ·                                                            | 1.000.000 |

### Apple Pie
| Land/Region               | Auszeichnungen für Musikverkäufe (Land/Region, Auszeichnung, Verkäufe) | Verkäufe  |
| ------------------------- | ---------------------------------------------------------------------- | --------- |
| Vereinigte Staaten (RIAA) | Platin                                                                 | 1.000.000 |
| Insgesamt                 | 1× Platin ·                                                            | 1.000.000 |

### Oh My Dis Side
| Land/Region               | Auszeichnungen für Musikverkäufe (Land/Region, Auszeichnung, Verkäufe) | Verkäufe  |
| ------------------------- | ---------------------------------------------------------------------- | --------- |
| Vereinigte Staaten (RIAA) | Platin                                                                 | 1.000.000 |
| Insgesamt                 | 1× Platin ·                                                            | 1.000.000 |

### Pray 4 Love
| Land/Region               | Auszeichnungen für Musikverkäufe (Land/Region, Auszeichnung, Verkäufe) | Verkäufe |
| ------------------------- | ---------------------------------------------------------------------- | -------- |
| Vereinigte Staaten (RIAA) | Gold                                                                   | 500.000  |
| Insgesamt                 | 1× Gold ·                                                              | 500.000  |

### Impossible
| Land/Region               | Auszeichnungen für Musikverkäufe (Land/Region, Auszeichnung, Verkäufe) | Verkäufe |
| ------------------------- | ---------------------------------------------------------------------- | -------- |
| Vereinigte Staaten (RIAA) | Gold                                                                   | 500.000  |
| Insgesamt                 | 1× Gold ·                                                              | 500.000  |

### Pornography
| Land/Region               | Auszeichnungen für Musikverkäufe (Land/Region, Auszeichnung, Verkäufe) | Verkäufe |
| ------------------------- | ---------------------------------------------------------------------- | -------- |
| Vereinigte Staaten (RIAA) | Gold                                                                   | 500.000  |
| Insgesamt                 | 1× Gold ·                                                              | 500.000  |

### No Sense
| Land/Region                  | Auszeichnungen für Musikverkäufe (Land/Region, Auszeichnung, Verkäufe) | Verkäufe  |
| ---------------------------- | ---------------------------------------------------------------------- | --------- |
| Brasilien (PMB)              | Platin                                                                 | 60.000    |
| Kanada (MC)                  | Platin                                                                 | 80.000    |
| Vereinigte Staaten (RIAA)    | Platin                                                                 | 1.000.000 |
| Vereinigtes Königreich (BPI) | Silber                                                                 | 200.000   |
| Insgesamt                    | 1× Silber · 3× Platin ·                                                | 1.340.000 |

### Way Back
| Land/Region               | Auszeichnungen für Musikverkäufe (Land/Region, Auszeichnung, Verkäufe) | Verkäufe  |
| ------------------------- | ---------------------------------------------------------------------- | --------- |
| Kanada (MC)               | Gold                                                                   | 40.000    |
| Vereinigte Staaten (RIAA) | Platin                                                                 | 1.000.000 |
| Insgesamt                 | 1× Gold · 1× Platin ·                                                  | 1.040.000 |

### Coordinate
| Land/Region               | Auszeichnungen für Musikverkäufe (Land/Region, Auszeichnung, Verkäufe) | Verkäufe  |
| ------------------------- | ---------------------------------------------------------------------- | --------- |
| Kanada (MC)               | Gold                                                                   | 40.000    |
| Vereinigte Staaten (RIAA) | Platin                                                                 | 1.000.000 |
| Insgesamt                 | 1× Gold · 1× Platin ·                                                  | 1.040.000 |

### Through the Late Night
| Land/Region               | Auszeichnungen für Musikverkäufe (Land/Region, Auszeichnung, Verkäufe) | Verkäufe  |
| ------------------------- | ---------------------------------------------------------------------- | --------- |
| Australien (ARIA)         | Gold                                                                   | 35.000    |
| Kanada (MC)               | Platin                                                                 | 80.000    |
| Vereinigte Staaten (RIAA) | Platin                                                                 | 1.000.000 |
| Insgesamt                 | 1× Gold · 2× Platin ·                                                  | 1.115.000 |

### Sdp Interlude
| Land/Region                  | Auszeichnungen für Musikverkäufe (Land/Region, Auszeichnung, Verkäufe) | Verkäufe  |
| ---------------------------- | ---------------------------------------------------------------------- | --------- |
| Frankreich (SNEP)            | Gold                                                                   | 100.000   |
| Polen (ZPAV)                 | Gold                                                                   | 25.000    |
| Vereinigte Staaten (RIAA)    | Platin                                                                 | 1.000.000 |
| Vereinigtes Königreich (BPI) | Silber                                                                 | 200.000   |
| Insgesamt                    | 1× Silber · 2× Gold · 1× Platin ·                                      | 1.325.000 |

### Sweet Sweet
| Land/Region               | Auszeichnungen für Musikverkäufe (Land/Region, Auszeichnung, Verkäufe) | Verkäufe  |
| ------------------------- | ---------------------------------------------------------------------- | --------- |
| Kanada (MC)               | Gold                                                                   | 40.000    |
| Vereinigte Staaten (RIAA) | Platin                                                                 | 1.000.000 |
| Insgesamt                 | 1× Gold · 1× Platin ·                                                  | 1.040.000 |

### Outside
| Land/Region               | Auszeichnungen für Musikverkäufe (Land/Region, Auszeichnung, Verkäufe) | Verkäufe |
| ------------------------- | ---------------------------------------------------------------------- | -------- |
| Kanada (MC)               | Gold                                                                   | 40.000   |
| Vereinigte Staaten (RIAA) | Gold                                                                   | 500.000  |
| Insgesamt                 | 2× Gold ·                                                              | 540.000  |

### Lose
| Land/Region               | Auszeichnungen für Musikverkäufe (Land/Region, Auszeichnung, Verkäufe) | Verkäufe |
| ------------------------- | ---------------------------------------------------------------------- | -------- |
| Kanada (MC)               | Gold                                                                   | 40.000   |
| Vereinigte Staaten (RIAA) | Gold                                                                   | 500.000  |
| Insgesamt                 | 2× Gold ·                                                              | 540.000  |

### Guidance
| Land/Region               | Auszeichnungen für Musikverkäufe (Land/Region, Auszeichnung, Verkäufe) | Verkäufe |
| ------------------------- | ---------------------------------------------------------------------- | -------- |
| Vereinigte Staaten (RIAA) | Gold                                                                   | 500.000  |
| Insgesamt                 | 1× Gold ·                                                              | 500.000  |

### First Take
| Land/Region               | Auszeichnungen für Musikverkäufe (Land/Region, Auszeichnung, Verkäufe) | Verkäufe |
| ------------------------- | ---------------------------------------------------------------------- | -------- |
| Vereinigte Staaten (RIAA) | Gold                                                                   | 500.000  |
| Insgesamt                 | 1× Gold ·                                                              | 500.000  |

### The Ends
| Land/Region               | Auszeichnungen für Musikverkäufe (Land/Region, Auszeichnung, Verkäufe) | Verkäufe  |
| ------------------------- | ---------------------------------------------------------------------- | --------- |
| Vereinigte Staaten (RIAA) | Platin                                                                 | 1.000.000 |
| Insgesamt                 | 1× Platin ·                                                            | 1.000.000 |

### Portland
| Land/Region                  | Auszeichnungen für Musikverkäufe (Land/Region, Auszeichnung, Verkäufe) | Verkäufe  |
| ---------------------------- | ---------------------------------------------------------------------- | --------- |
| Australien (ARIA)            | 2× Platin                                                              | 140.000   |
| Brasilien (PMB)              | Gold                                                                   | 20.000    |
| Dänemark (IFPI)              | Gold                                                                   | 45.000    |
| Italien (FIMI)               | Gold                                                                   | 25.000    |
| Neuseeland (RMNZ)            | Platin                                                                 | 30.000    |
| Portugal (AFP)               | Gold                                                                   | 5.000     |
| Vereinigte Staaten (RIAA)    | 2× Platin                                                              | 2.000.000 |
| Vereinigtes Königreich (BPI) | Platin                                                                 | 600.000   |
| Insgesamt                    | 4× Gold · 6× Platin ·                                                  | 2.865.000 |

### Don’t Quit
| Land/Region | Auszeichnungen für Musikverkäufe (Land/Region, Auszeichnung, Verkäufe) | Verkäufe |
| ----------- | ---------------------------------------------------------------------- | -------- |
| Kanada (MC) | Gold                                                                   | 40.000   |
| Insgesamt   | 1× Gold ·                                                              | 40.000   |

### Ghostface Killers
| Land/Region               | Auszeichnungen für Musikverkäufe (Land/Region, Auszeichnung, Verkäufe) | Verkäufe  |
| ------------------------- | ---------------------------------------------------------------------- | --------- |
| Australien (ARIA)         | Gold                                                                   | 35.000    |
| Dänemark (IFPI)           | Gold                                                                   | 45.000    |
| Kanada (MC)               | Platin                                                                 | 80.000    |
| Neuseeland (RMNZ)         | Gold                                                                   | 15.000    |
| Vereinigte Staaten (RIAA) | 2× Platin                                                              | 2.000.000 |
| Insgesamt                 | 3× Gold · 3× Platin ·                                                  | 2.175.000 |

### White Sand
| Land/Region               | Auszeichnungen für Musikverkäufe (Land/Region, Auszeichnung, Verkäufe) | Verkäufe |
| ------------------------- | ---------------------------------------------------------------------- | -------- |
| Vereinigte Staaten (RIAA) | Gold                                                                   | 500.000  |
| Insgesamt                 | 1× Gold ·                                                              | 500.000  |

### Big Shot
| Land/Region       | Auszeichnungen für Musikverkäufe (Land/Region, Auszeichnung, Verkäufe) | Verkäufe |
| ----------------- | ---------------------------------------------------------------------- | -------- |
| Australien (ARIA) | Gold                                                                   | 35.000   |
| Brasilien (PMB)   | Gold                                                                   | 20.000   |
| Kanada (MC)       | Platin                                                                 | 80.000   |
| Insgesamt         | 2× Gold · 1× Platin ·                                                  | 135.000  |

### Carousel
| Land/Region               | Auszeichnungen für Musikverkäufe (Land/Region, Auszeichnung, Verkäufe) | Verkäufe  |
| ------------------------- | ---------------------------------------------------------------------- | --------- |
| Australien (ARIA)         | Gold                                                                   | 35.000    |
| Brasilien (PMB)           | Platin                                                                 | 40.000    |
| Kanada (MC)               | Platin                                                                 | 80.000    |
| Vereinigte Staaten (RIAA) | Platin                                                                 | 1.000.000 |
| Insgesamt                 | 1× Gold · 3× Platin ·                                                  | 1.155.000 |

### Stop Trying to Be God
| Land/Region                  | Auszeichnungen für Musikverkäufe (Land/Region, Auszeichnung, Verkäufe) | Verkäufe  |
| ---------------------------- | ---------------------------------------------------------------------- | --------- |
| Australien (ARIA)            | Gold                                                                   | 35.000    |
| Brasilien (PMB)              | Platin                                                                 | 40.000    |
| Kanada (MC)                  | Platin                                                                 | 80.000    |
| Vereinigte Staaten (RIAA)    | Platin                                                                 | 1.000.000 |
| Vereinigtes Königreich (BPI) | Silber                                                                 | 200.000   |
| Insgesamt                    | 1× Silber · 1× Gold · 3× Platin ·                                      | 1.355.000 |

### R.I.P. Screw
| Land/Region               | Auszeichnungen für Musikverkäufe (Land/Region, Auszeichnung, Verkäufe) | Verkäufe  |
| ------------------------- | ---------------------------------------------------------------------- | --------- |
| Australien (ARIA)         | Gold                                                                   | 35.000    |
| Brasilien (PMB)           | Platin                                                                 | 40.000    |
| Kanada (MC)               | Platin                                                                 | 80.000    |
| Vereinigte Staaten (RIAA) | Platin                                                                 | 1.000.000 |
| Insgesamt                 | 1× Gold · 3× Platin ·                                                  | 1.155.000 |

### No Bystanders
| Land/Region                  | Auszeichnungen für Musikverkäufe (Land/Region, Auszeichnung, Verkäufe) | Verkäufe  |
| ---------------------------- | ---------------------------------------------------------------------- | --------- |
| Australien (ARIA)            | Gold                                                                   | 35.000    |
| Brasilien (PMB)              | Platin                                                                 | 40.000    |
| Kanada (MC)                  | 2× Platin                                                              | 160.000   |
| Polen (ZPAV)                 | Gold                                                                   | 25.000    |
| Vereinigte Staaten (RIAA)    | 2× Platin                                                              | 2.000.000 |
| Vereinigtes Königreich (BPI) | Silber                                                                 | 200.000   |
| Insgesamt                    | 1× Silber · 2× Gold · 5× Platin ·                                      | 2.460.000 |

### 5% Tint
| Land/Region                  | Auszeichnungen für Musikverkäufe (Land/Region, Auszeichnung, Verkäufe) | Verkäufe  |
| ---------------------------- | ---------------------------------------------------------------------- | --------- |
| Brasilien (PMB)              | 2× Platin                                                              | 80.000    |
| Italien (FIMI)               | Gold                                                                   | 50.000    |
| Kanada (MC)                  | 2× Platin                                                              | 160.000   |
| Polen (ZPAV)                 | Gold                                                                   | 25.000    |
| Vereinigte Staaten (RIAA)    | 2× Platin                                                              | 2.000.000 |
| Vereinigtes Königreich (BPI) | Silber                                                                 | 200.000   |
| Insgesamt                    | 1× Silber · 2× Gold · 6× Platin ·                                      | 2.515.000 |

### Can’t Say
| Land/Region                  | Auszeichnungen für Musikverkäufe (Land/Region, Auszeichnung, Verkäufe) | Verkäufe  |
| ---------------------------- | ---------------------------------------------------------------------- | --------- |
| Australien (ARIA)            | Platin                                                                 | 70.000    |
| Brasilien (PMB)              | 3× Platin                                                              | 120.000   |
| Dänemark (IFPI)              | Gold                                                                   | 45.000    |
| Frankreich (SNEP)            | Gold                                                                   | 100.000   |
| Italien (FIMI)               | Gold                                                                   | 35.000    |
| Kanada (MC)                  | 3× Platin                                                              | 240.000   |
| Neuseeland (RMNZ)            | Platin                                                                 | 30.000    |
| Polen (ZPAV)                 | Platin                                                                 | 50.000    |
| Vereinigte Staaten (RIAA)    | 4× Platin                                                              | 4.000.000 |
| Vereinigtes Königreich (BPI) | Gold                                                                   | 400.000   |
| Insgesamt                    | 4× Gold · 13× Platin ·                                                 | 5.090.000 |

### NC-17
| Land/Region               | Auszeichnungen für Musikverkäufe (Land/Region, Auszeichnung, Verkäufe) | Verkäufe  |
| ------------------------- | ---------------------------------------------------------------------- | --------- |
| Brasilien (PMB)           | Gold                                                                   | 20.000    |
| Kanada (MC)               | Platin                                                                 | 80.000    |
| Vereinigte Staaten (RIAA) | Platin                                                                 | 1.000.000 |
| Insgesamt                 | 1× Gold · 2× Platin ·                                                  | 1.100.000 |

### Who? What!
| Land/Region               | Auszeichnungen für Musikverkäufe (Land/Region, Auszeichnung, Verkäufe) | Verkäufe  |
| ------------------------- | ---------------------------------------------------------------------- | --------- |
| Brasilien (PMB)           | Gold                                                                   | 20.000    |
| Kanada (MC)               | Platin                                                                 | 80.000    |
| Vereinigte Staaten (RIAA) | Platin                                                                 | 1.000.000 |
| Insgesamt                 | 1× Gold · 2× Platin ·                                                  | 1.100.000 |

### Skeletons
| Land/Region                  | Auszeichnungen für Musikverkäufe (Land/Region, Auszeichnung, Verkäufe) | Verkäufe  |
| ---------------------------- | ---------------------------------------------------------------------- | --------- |
| Brasilien (PMB)              | Platin                                                                 | 40.000    |
| Kanada (MC)                  | Platin                                                                 | 80.000    |
| Polen (ZPAV)                 | Gold                                                                   | 25.000    |
| Vereinigte Staaten (RIAA)    | 2× Platin                                                              | 2.000.000 |
| Vereinigtes Königreich (BPI) | Silber                                                                 | 200.000   |
| Insgesamt                    | 1× Silber · 1× Gold · 4× Platin ·                                      | 2.345.000 |

### AstroThunder
| Land/Region                  | Auszeichnungen für Musikverkäufe (Land/Region, Auszeichnung, Verkäufe) | Verkäufe  |
| ---------------------------- | ---------------------------------------------------------------------- | --------- |
| Australien (ARIA)            | Gold                                                                   | 35.000    |
| Brasilien (PMB)              | Platin                                                                 | 40.000    |
| Italien (FIMI)               | Gold                                                                   | 50.000    |
| Kanada (MC)                  | Platin                                                                 | 80.000    |
| Polen (ZPAV)                 | Gold                                                                   | 25.000    |
| Vereinigte Staaten (RIAA)    | Platin                                                                 | 1.000.000 |
| Vereinigtes Königreich (BPI) | Silber                                                                 | 200.000   |
| Insgesamt                    | 1× Silber · 3× Gold · 3× Platin ·                                      | 1.430.000 |

### Houstonfornication
| Land/Region                  | Auszeichnungen für Musikverkäufe (Land/Region, Auszeichnung, Verkäufe) | Verkäufe  |
| ---------------------------- | ---------------------------------------------------------------------- | --------- |
| Australien (ARIA)            | Gold                                                                   | 35.000    |
| Brasilien (PMB)              | Platin                                                                 | 40.000    |
| Kanada (MC)                  | Platin                                                                 | 80.000    |
| Vereinigte Staaten (RIAA)    | Platin                                                                 | 1.000.000 |
| Vereinigtes Königreich (BPI) | Silber                                                                 | 200.000   |
| Insgesamt                    | 1× Silber · 1× Gold · 3× Platin ·                                      | 1.355.000 |

### Coffee Bean
| Land/Region                  | Auszeichnungen für Musikverkäufe (Land/Region, Auszeichnung, Verkäufe) | Verkäufe  |
| ---------------------------- | ---------------------------------------------------------------------- | --------- |
| Brasilien (PMB)              | Gold                                                                   | 20.000    |
| Kanada (MC)                  | Platin                                                                 | 80.000    |
| Vereinigte Staaten (RIAA)    | Platin                                                                 | 1.000.000 |
| Vereinigtes Königreich (BPI) | Silber                                                                 | 200.000   |
| Insgesamt                    | 1× Silber · 1× Gold · 2× Platin ·                                      | 1.300.000 |

### Let It Fly
| Land/Region               | Auszeichnungen für Musikverkäufe (Land/Region, Auszeichnung, Verkäufe) | Verkäufe  |
| ------------------------- | ---------------------------------------------------------------------- | --------- |
| Vereinigte Staaten (RIAA) | Platin                                                                 | 1.000.000 |
| Insgesamt                 | 1× Platin ·                                                            | 1.000.000 |

### Overdue
| Land/Region                  | Auszeichnungen für Musikverkäufe (Land/Region, Auszeichnung, Verkäufe) | Verkäufe  |
| ---------------------------- | ---------------------------------------------------------------------- | --------- |
| Australien (ARIA)            | Platin                                                                 | 70.000    |
| Brasilien (PMB)              | Platin                                                                 | 40.000    |
| Italien (FIMI)               | Gold                                                                   | 50.000    |
| Kanada (MC)                  | Platin                                                                 | 80.000    |
| Polen (ZPAV)                 | Gold                                                                   | 25.000    |
| Vereinigte Staaten (RIAA)    | Platin                                                                 | 1.000.000 |
| Vereinigtes Königreich (BPI) | Silber                                                                 | 200.000   |
| Insgesamt                    | 1× Silber · 2× Gold · 4× Platin ·                                      | 1.465.000 |

### No More
| Land/Region | Auszeichnungen für Musikverkäufe (Land/Region, Auszeichnung, Verkäufe) | Verkäufe |
| ----------- | ---------------------------------------------------------------------- | -------- |
| Kanada (MC) | Gold                                                                   | 40.000   |
| Insgesamt   | 1× Gold ·                                                              | 40.000   |

### Dreamcatcher
| Land/Region       | Auszeichnungen für Musikverkäufe (Land/Region, Auszeichnung, Verkäufe) | Verkäufe |
| ----------------- | ---------------------------------------------------------------------- | -------- |
| Australien (ARIA) | Gold                                                                   | 35.000   |
| Kanada (MC)       | Platin                                                                 | 80.000   |
| Insgesamt         | 1× Gold · 1× Platin ·                                                  | 115.000  |

### Legacy
| Land/Region               | Auszeichnungen für Musikverkäufe (Land/Region, Auszeichnung, Verkäufe) | Verkäufe |
| ------------------------- | ---------------------------------------------------------------------- | -------- |
| Vereinigte Staaten (RIAA) | Gold                                                                   | 500.000  |
| Insgesamt                 | 1× Gold ·                                                              | 500.000  |

### Celebrate
| Land/Region               | Auszeichnungen für Musikverkäufe (Land/Region, Auszeichnung, Verkäufe) | Verkäufe |
| ------------------------- | ---------------------------------------------------------------------- | -------- |
| Brasilien (PMB)           | Gold                                                                   | 20.000   |
| Vereinigte Staaten (RIAA) | Gold                                                                   | 500.000  |
| Insgesamt                 | 2× Gold ·                                                              | 520.000  |

### Gang Gang
| Land/Region               | Auszeichnungen für Musikverkäufe (Land/Region, Auszeichnung, Verkäufe) | Verkäufe  |
| ------------------------- | ---------------------------------------------------------------------- | --------- |
| Vereinigte Staaten (RIAA) | Platin                                                                 | 1.000.000 |
| Insgesamt                 | 1× Platin ·                                                            | 1.000.000 |

### What to Do?
| Land/Region               | Auszeichnungen für Musikverkäufe (Land/Region, Auszeichnung, Verkäufe) | Verkäufe  |
| ------------------------- | ---------------------------------------------------------------------- | --------- |
| Kanada (MC)               | Gold                                                                   | 40.000    |
| Vereinigte Staaten (RIAA) | Platin                                                                 | 1.000.000 |
| Insgesamt                 | 1× Gold · 1× Platin ·                                                  | 1.040.000 |

### Gatti
| Land/Region                  | Auszeichnungen für Musikverkäufe (Land/Region, Auszeichnung, Verkäufe) | Verkäufe  |
| ---------------------------- | ---------------------------------------------------------------------- | --------- |
| Dänemark (IFPI)              | Gold                                                                   | 45.000    |
| Frankreich (SNEP)            | Gold                                                                   | 100.000   |
| Griechenland (IFPI)          | Gold                                                                   | 10.000    |
| Italien (FIMI)               | Gold                                                                   | 50.000    |
| Polen (ZPAV)                 | Platin                                                                 | 50.000    |
| Vereinigte Staaten (RIAA)    | 2× Platin                                                              | 2.000.000 |
| Vereinigtes Königreich (BPI) | Silber                                                                 | 200.000   |
| Insgesamt                    | 1× Silber · 4× Gold · 3× Platin ·                                      | 2.455.000 |

### Euphoria
| Land/Region               | Auszeichnungen für Musikverkäufe (Land/Region, Auszeichnung, Verkäufe) | Verkäufe |
| ------------------------- | ---------------------------------------------------------------------- | -------- |
| Kanada (MC)               | Gold                                                                   | 40.000   |
| Vereinigte Staaten (RIAA) | Gold                                                                   | 500.000  |
| Insgesamt                 | 2× Gold ·                                                              | 540.000  |

### Solitaires
| Land/Region               | Auszeichnungen für Musikverkäufe (Land/Region, Auszeichnung, Verkäufe) | Verkäufe  |
| ------------------------- | ---------------------------------------------------------------------- | --------- |
| Kanada (MC)               | Platin                                                                 | 80.000    |
| Vereinigte Staaten (RIAA) | Platin                                                                 | 1.000.000 |
| Insgesamt                 | 2× Platin ·                                                            | 1.080.000 |

### Top Floor
| Land/Region | Auszeichnungen für Musikverkäufe (Land/Region, Auszeichnung, Verkäufe) | Verkäufe |
| ----------- | ---------------------------------------------------------------------- | -------- |
| Kanada (MC) | Gold                                                                   | 40.000   |
| Insgesamt   | 1× Gold ·                                                              | 40.000   |

### Hats Off
| Land/Region               | Auszeichnungen für Musikverkäufe (Land/Region, Auszeichnung, Verkäufe) | Verkäufe  |
| ------------------------- | ---------------------------------------------------------------------- | --------- |
| Vereinigte Staaten (RIAA) | Platin                                                                 | 1.000.000 |
| Insgesamt                 | 1× Platin ·                                                            | 1.000.000 |

### Praise God
| Land/Region                  | Auszeichnungen für Musikverkäufe (Land/Region, Auszeichnung, Verkäufe) | Verkäufe  |
| ---------------------------- | ---------------------------------------------------------------------- | --------- |
| Brasilien (PMB)              | 2× Platin                                                              | 80.000    |
| Italien (FIMI)               | Gold                                                                   | 50.000    |
| Kanada (MC)                  | Gold                                                                   | 40.000    |
| Polen (ZPAV)                 | Platin                                                                 | 50.000    |
| Vereinigte Staaten (RIAA)    | Platin                                                                 | 1.000.000 |
| Vereinigtes Königreich (BPI) | Silber                                                                 | 200.000   |
| Insgesamt                    | 1× Silber · 2× Gold · 4× Platin ·                                      | 1.420.000 |

### Fair Trade
| Land/Region                  | Auszeichnungen für Musikverkäufe (Land/Region, Auszeichnung, Verkäufe) | Verkäufe  |
| ---------------------------- | ---------------------------------------------------------------------- | --------- |
| Australien (ARIA)            | 3× Platin                                                              | 210.000   |
| Brasilien (PMB)              | Diamant                                                                | 160.000   |
| Dänemark (IFPI)              | Platin                                                                 | 90.000    |
| Frankreich (SNEP)            | Gold                                                                   | 100.000   |
| Griechenland (IFPI)          | Platin                                                                 | 20.000    |
| Italien (FIMI)               | Platin                                                                 | 100.000   |
| Polen (ZPAV)                 | Gold                                                                   | 25.000    |
| Portugal (AFP)               | Platin                                                                 | 10.000    |
| Spanien (Promusicae)         | Gold                                                                   | 30.000    |
| Vereinigtes Königreich (BPI) | Platin                                                                 | 600.000   |
| Insgesamt                    | 3× Gold · 8× Platin · 1× Diamant ·                                     | 1.345.000 |

### Pussy & Millions
| Land/Region       | Auszeichnungen für Musikverkäufe (Land/Region, Auszeichnung, Verkäufe) | Verkäufe |
| ----------------- | ---------------------------------------------------------------------- | -------- |
| Australien (ARIA) | Gold                                                                   | 35.000   |
| Insgesamt         | 1× Gold ·                                                              | 35.000   |

### Trance
| Land/Region                  | Auszeichnungen für Musikverkäufe (Land/Region, Auszeichnung, Verkäufe) | Verkäufe  |
| ---------------------------- | ---------------------------------------------------------------------- | --------- |
| Australien (ARIA)            | Platin                                                                 | 70.000    |
| Brasilien (PMB)              | 2× Platin                                                              | 80.000    |
| Dänemark (IFPI)              | Gold                                                                   | 45.000    |
| Frankreich (SNEP)            | Platin                                                                 | 200.000   |
| Griechenland (IFPI)          | Platin                                                                 | 20.000    |
| Italien (FIMI)               | Gold                                                                   | 50.000    |
| Kanada (MC)                  | Platin                                                                 | 80.000    |
| Polen (ZPAV)                 | 2× Platin                                                              | 100.000   |
| Portugal (AFP)               | Platin                                                                 | 10.000    |
| Spanien (Promusicae)         | Gold                                                                   | 30.000    |
| Vereinigte Staaten (RIAA)    | Platin                                                                 | 1.000.000 |
| Vereinigtes Königreich (BPI) | Gold                                                                   | 400.000   |
| Insgesamt                    | 4× Gold · 10× Platin ·                                                 | 2.085.000 |

### Raindrops (Insane)
| Land/Region | Auszeichnungen für Musikverkäufe (Land/Region, Auszeichnung, Verkäufe) | Verkäufe |
| ----------- | ---------------------------------------------------------------------- | -------- |
| Kanada (MC) | Gold                                                                   | 40.000   |
| Insgesamt   | 1× Gold ·                                                              | 40.000   |

### Niagara Falls (Foot or 2)
| Land/Region                  | Auszeichnungen für Musikverkäufe (Land/Region, Auszeichnung, Verkäufe) | Verkäufe |
| ---------------------------- | ---------------------------------------------------------------------- | -------- |
| Australien (ARIA)            | Platin                                                                 | 70.000   |
| Brasilien (PMB)              | Platin                                                                 | 40.000   |
| Griechenland (IFPI)          | Gold                                                                   | 10.000   |
| Kanada (MC)                  | Platin                                                                 | 80.000   |
| Polen (ZPAV)                 | Gold                                                                   | 25.000   |
| Vereinigtes Königreich (BPI) | Silber                                                                 | 200.000  |
| Insgesamt                    | 1× Silber · 2× Gold · 3× Platin ·                                      | 425.000  |

### Open Arms
| Land/Region                  | Auszeichnungen für Musikverkäufe (Land/Region, Auszeichnung, Verkäufe) | Verkäufe  |
| ---------------------------- | ---------------------------------------------------------------------- | --------- |
| Brasilien (PMB)              | Gold                                                                   | 20.000    |
| Kanada (MC)                  | 2× Platin                                                              | 160.000   |
| Neuseeland (RMNZ)            | Platin                                                                 | 30.000    |
| Portugal (AFP)               | Platin                                                                 | 10.000    |
| Vereinigte Staaten (RIAA)    | Platin                                                                 | 1.000.000 |
| Vereinigtes Königreich (BPI) | Gold                                                                   | 400.000   |
| Insgesamt                    | 2× Gold · 5× Platin ·                                                  | 1.620.000 |

### Meltdown
| Land/Region                  | Auszeichnungen für Musikverkäufe (Land/Region, Auszeichnung, Verkäufe) | Verkäufe  |
| ---------------------------- | ---------------------------------------------------------------------- | --------- |
| Brasilien (PMB)              | Platin                                                                 | 40.000    |
| Italien (FIMI)               | Gold                                                                   | 50.000    |
| Kanada (MC)                  | 2× Platin                                                              | 160.000   |
| Polen (ZPAV)                 | Gold                                                                   | 25.000    |
| Schweiz (IFPI)               | Gold                                                                   | 15.000    |
| Südafrika (RISA)             | Platin                                                                 | 40.000    |
| Vereinigte Staaten (RIAA)    | 2× Platin                                                              | 2.000.000 |
| Vereinigtes Königreich (BPI) | Silber                                                                 | 200.000   |
| Insgesamt                    | 1× Silber · 3× Gold · 6× Platin ·                                      | 2.530.000 |

### Fe!n
| Land/Region                  | Auszeichnungen für Musikverkäufe (Land/Region, Auszeichnung, Verkäufe) | Verkäufe  |
| ---------------------------- | ---------------------------------------------------------------------- | --------- |
| Australien (ARIA)            | 2× Platin                                                              | 140.000   |
| Belgien (BRMA)               | Platin                                                                 | 40.000    |
| Brasilien (PMB)              | Diamant                                                                | 160.000   |
| Dänemark (IFPI)              | Gold                                                                   | 45.000    |
| Deutschland (BVMI)           | Gold                                                                   | 300.000   |
| Frankreich (SNEP)            | Platin                                                                 | 200.000   |
| Griechenland (IFPI)          | 2× Platin                                                              | 40.000    |
| Italien (FIMI)               | Platin                                                                 | 100.000   |
| Kanada (MC)                  | 4× Platin                                                              | 320.000   |
| Mexiko (AMPROFON)            | Platin                                                                 | 140.000   |
| Neuseeland (RMNZ)            | Platin                                                                 | 30.000    |
| Polen (ZPAV)                 | 2× Platin                                                              | 100.000   |
| Portugal (AFP)               | 2× Platin                                                              | 20.000    |
| Schweden (IFPI)              | Gold                                                                   | 60.000    |
| Schweiz (IFPI)               | Platin                                                                 | 30.000    |
| Spanien (Promusicae)         | Gold                                                                   | 30.000    |
| Ungarn (MAHASZ)              | Gold                                                                   | 2.000     |
| Vereinigte Staaten (RIAA)    | 4× Platin                                                              | 4.000.000 |
| Vereinigtes Königreich (BPI) | Platin                                                                 | 600.000   |
| Insgesamt                    | 5× Gold · 23× Platin · 1× Diamant ·                                    | 6.357.000 |

### Thank God
| Land/Region               | Auszeichnungen für Musikverkäufe (Land/Region, Auszeichnung, Verkäufe) | Verkäufe |
| ------------------------- | ---------------------------------------------------------------------- | -------- |
| Brasilien (PMB)           | Platin                                                                 | 40.000   |
| Kanada (MC)               | Platin                                                                 | 80.000   |
| Polen (ZPAV)              | Gold                                                                   | 25.000   |
| Vereinigte Staaten (RIAA) | Gold                                                                   | 500.000  |
| Insgesamt                 | 2× Gold · 2× Platin ·                                                  | 645.000  |

### Hyaena
| Land/Region               | Auszeichnungen für Musikverkäufe (Land/Region, Auszeichnung, Verkäufe) | Verkäufe |
| ------------------------- | ---------------------------------------------------------------------- | -------- |
| Brasilien (PMB)           | Platin                                                                 | 40.000   |
| Kanada (MC)               | Gold                                                                   | 40.000   |
| Vereinigte Staaten (RIAA) | Gold                                                                   | 500.000  |
| Insgesamt                 | 2× Gold · 1× Platin ·                                                  | 580.000  |

### I Know?
| Land/Region                  | Auszeichnungen für Musikverkäufe (Land/Region, Auszeichnung, Verkäufe) | Verkäufe  |
| ---------------------------- | ---------------------------------------------------------------------- | --------- |
| Brasilien (PMB)              | 3× Platin                                                              | 120.000   |
| Dänemark (IFPI)              | Gold                                                                   | 45.000    |
| Frankreich (SNEP)            | Gold                                                                   | 100.000   |
| Griechenland (IFPI)          | Platin                                                                 | 20.000    |
| Italien (FIMI)               | Gold                                                                   | 50.000    |
| Kanada (MC)                  | 4× Platin                                                              | 320.000   |
| Österreich (IFPI)            | Gold                                                                   | 15.000    |
| Polen (ZPAV)                 | Platin                                                                 | 50.000    |
| Portugal (AFP)               | Platin                                                                 | 10.000    |
| Schweiz (IFPI)               | Gold                                                                   | 15.000    |
| Südafrika (RISA)             | Platin                                                                 | 40.000    |
| Vereinigte Staaten (RIAA)    | 3× Platin                                                              | 3.000.000 |
| Vereinigtes Königreich (BPI) | Silber                                                                 | 200.000   |
| Insgesamt                    | 1× Silber · 5× Gold · 14× Platin ·                                     | 3.985.000 |

### Topia Twins
| Land/Region               | Auszeichnungen für Musikverkäufe (Land/Region, Auszeichnung, Verkäufe) | Verkäufe  |
| ------------------------- | ---------------------------------------------------------------------- | --------- |
| Brasilien (PMB)           | Platin                                                                 | 40.000    |
| Kanada (MC)               | Platin                                                                 | 80.000    |
| Polen (ZPAV)              | Gold                                                                   | 25.000    |
| Vereinigte Staaten (RIAA) | Platin                                                                 | 1.000.000 |
| Insgesamt                 | 1× Gold · 3× Platin ·                                                  | 1.145.000 |

### My Eyes
| Land/Region                  | Auszeichnungen für Musikverkäufe (Land/Region, Auszeichnung, Verkäufe) | Verkäufe  |
| ---------------------------- | ---------------------------------------------------------------------- | --------- |
| Brasilien (PMB)              | 2× Platin                                                              | 80.000    |
| Dänemark (IFPI)              | Gold                                                                   | 45.000    |
| Frankreich (SNEP)            | Gold                                                                   | 100.000   |
| Griechenland (IFPI)          | Gold                                                                   | 10.000    |
| Italien (FIMI)               | Gold                                                                   | 50.000    |
| Kanada (MC)                  | 2× Platin                                                              | 160.000   |
| Österreich (IFPI)            | Gold                                                                   | 15.000    |
| Polen (ZPAV)                 | Platin                                                                 | 50.000    |
| Portugal (AFP)               | Platin                                                                 | 10.000    |
| Vereinigte Staaten (RIAA)    | 2× Platin                                                              | 2.000.000 |
| Vereinigtes Königreich (BPI) | Gold                                                                   | 400.000   |
| Insgesamt                    | 6× Gold · 8× Platin ·                                                  | 2.920.000 |

### Modern Jam
| Land/Region               | Auszeichnungen für Musikverkäufe (Land/Region, Auszeichnung, Verkäufe) | Verkäufe |
| ------------------------- | ---------------------------------------------------------------------- | -------- |
| Brasilien (PMB)           | Platin                                                                 | 40.000   |
| Kanada (MC)               | Gold                                                                   | 40.000   |
| Vereinigte Staaten (RIAA) | Gold                                                                   | 500.000  |
| Insgesamt                 | 2× Gold · 1× Platin ·                                                  | 580.000  |

### Telekinesis
| Land/Region                  | Auszeichnungen für Musikverkäufe (Land/Region, Auszeichnung, Verkäufe) | Verkäufe  |
| ---------------------------- | ---------------------------------------------------------------------- | --------- |
| Australien (ARIA)            | Gold                                                                   | 35.000    |
| Brasilien (PMB)              | Platin                                                                 | 40.000    |
| Italien (FIMI)               | Gold                                                                   | 50.000    |
| Kanada (MC)                  | 2× Platin                                                              | 160.000   |
| Polen (ZPAV)                 | Gold                                                                   | 25.000    |
| Vereinigte Staaten (RIAA)    | Platin                                                                 | 1.000.000 |
| Vereinigtes Königreich (BPI) | Silber                                                                 | 200.000   |
| Insgesamt                    | 1× Silber · 3× Gold · 4× Platin ·                                      | 1.510.000 |

### Sirens
| Land/Region               | Auszeichnungen für Musikverkäufe (Land/Region, Auszeichnung, Verkäufe) | Verkäufe |
| ------------------------- | ---------------------------------------------------------------------- | -------- |
| Brasilien (PMB)           | Gold                                                                   | 20.000   |
| Kanada (MC)               | Gold                                                                   | 40.000   |
| Vereinigte Staaten (RIAA) | Gold                                                                   | 500.000  |
| Insgesamt                 | 3× Gold ·                                                              | 560.000  |

### God’s Country
| Land/Region               | Auszeichnungen für Musikverkäufe (Land/Region, Auszeichnung, Verkäufe) | Verkäufe |
| ------------------------- | ---------------------------------------------------------------------- | -------- |
| Brasilien (PMB)           | Platin                                                                 | 40.000   |
| Kanada (MC)               | Gold                                                                   | 40.000   |
| Vereinigte Staaten (RIAA) | Gold                                                                   | 500.000  |
| Insgesamt                 | 2× Gold · 1× Platin ·                                                  | 580.000  |

### Skitzo
| Land/Region               | Auszeichnungen für Musikverkäufe (Land/Region, Auszeichnung, Verkäufe) | Verkäufe |
| ------------------------- | ---------------------------------------------------------------------- | -------- |
| Brasilien (PMB)           | Gold                                                                   | 20.000   |
| Kanada (MC)               | Gold                                                                   | 40.000   |
| Vereinigte Staaten (RIAA) | Gold                                                                   | 500.000  |
| Insgesamt                 | 3× Gold ·                                                              | 560.000  |

### Circus Maximus
| Land/Region     | Auszeichnungen für Musikverkäufe (Land/Region, Auszeichnung, Verkäufe) | Verkäufe |
| --------------- | ---------------------------------------------------------------------- | -------- |
| Brasilien (PMB) | Gold                                                                   | 20.000   |
| Kanada (MC)     | Gold                                                                   | 40.000   |
| Insgesamt       | 2× Gold ·                                                              | 60.000   |

### Til Further Notice
| Land/Region               | Auszeichnungen für Musikverkäufe (Land/Region, Auszeichnung, Verkäufe) | Verkäufe |
| ------------------------- | ---------------------------------------------------------------------- | -------- |
| Brasilien (PMB)           | Gold                                                                   | 20.000   |
| Kanada (MC)               | Platin                                                                 | 80.000   |
| Vereinigte Staaten (RIAA) | Gold                                                                   | 500.000  |
| Insgesamt                 | 2× Gold · 1× Platin ·                                                  | 600.000  |

### Lost Forever
| Land/Region     | Auszeichnungen für Musikverkäufe (Land/Region, Auszeichnung, Verkäufe) | Verkäufe |
| --------------- | ---------------------------------------------------------------------- | -------- |
| Brasilien (PMB) | Gold                                                                   | 20.000   |
| Insgesamt       | 1× Gold ·                                                              | 20.000   |

### Looove
| Land/Region     | Auszeichnungen für Musikverkäufe (Land/Region, Auszeichnung, Verkäufe) | Verkäufe |
| --------------- | ---------------------------------------------------------------------- | -------- |
| Brasilien (PMB) | Gold                                                                   | 20.000   |
| Insgesamt       | 1× Gold ·                                                              | 20.000   |

### Parasail
| Land/Region     | Auszeichnungen für Musikverkäufe (Land/Region, Auszeichnung, Verkäufe) | Verkäufe |
| --------------- | ---------------------------------------------------------------------- | -------- |
| Brasilien (PMB) | Gold                                                                   | 20.000   |
| Insgesamt       | 1× Gold ·                                                              | 20.000   |

### Née-Nah
| Land/Region               | Auszeichnungen für Musikverkäufe (Land/Region, Auszeichnung, Verkäufe) | Verkäufe  |
| ------------------------- | ---------------------------------------------------------------------- | --------- |
| Brasilien (PMB)           | Gold                                                                   | 20.000    |
| Kanada (MC)               | Platin                                                                 | 80.000    |
| Südafrika (RISA)          | Gold                                                                   | 20.000    |
| Vereinigte Staaten (RIAA) | Platin                                                                 | 1.000.000 |
| Insgesamt                 | 2× Gold · 2× Platin ·                                                  | 1.120.000 |

### Cinderella
| Land/Region      | Auszeichnungen für Musikverkäufe (Land/Region, Auszeichnung, Verkäufe) | Verkäufe |
| ---------------- | ---------------------------------------------------------------------- | -------- |
| Kanada (MC)      | Platin                                                                 | 80.000   |
| Südafrika (RISA) | Gold                                                                   | 20.000   |
| Insgesamt        | 1× Gold · 1× Platin ·                                                  | 100.000  |

## Statistik und Quellen
| Land/RegionAuszeichnungen für Musikverkäufe (Land/Region, Auszeichnungen, Verkäufe, Quellen) | Silber       | Gold         | Platin         | Diamant       | Verkäufe    | Quellen              |
| -------------------------------------------------------------------------------------------- | ------------ | ------------ | -------------- | ------------- | ----------- | -------------------- |
| Australien (ARIA)                                                                            | —            | 19× Gold19   | 46× Platin46   | —             | 3.885.000   | aria.com.au          |
| Belgien (BRMA)                                                                               | —            | 3× Gold3     | 2× Platin2     | —             | 135.000     | ultratop.be          |
| Brasilien (PMB)                                                                              | —            | 25× Gold25   | 51× Platin51   | 17× Diamant17 | 5.630.000   | pro-musicabr.org.br  |
| Dänemark (IFPI)                                                                              | —            | 23× Gold23   | 22× Platin22   | —             | 2.270.000   | ifpi.dk              |
| Deutschland (BVMI)                                                                           | —            | 4× Gold4     | 5× Platin5     | —             | 2.675.000   | musikindustrie.de    |
| Frankreich (SNEP)                                                                            | —            | 12× Gold12   | 10× Platin10   | 5× Diamant5   | 4.316.664   | snepmusique.com      |
| Griechenland (IFPI)                                                                          | —            | 3× Gold3     | 17× Platin17   | Diamant1      | 470.000     | Einzelnachweise      |
| Italien (FIMI)                                                                               | —            | 23× Gold23   | 19× Platin19   | —             | 2.260.000   | fimi.it              |
| Kanada (MC)                                                                                  | —            | 26× Gold26   | 124× Platin124 | Diamant1      | 11.760.000  | musiccanada.com      |
| Mexiko (AMPROFON)                                                                            | —            | 3× Gold3     | 13× Platin13   | 2× Diamant2   | 1.830.000   | amprofon.com.mx      |
| Neuseeland (RMNZ)                                                                            | —            | 4× Gold4     | 62× Platin62   | —             | 1.747.500   | radioscope.co.nz NZ2 |
| Niederlande (NVPI)                                                                           | —            | Gold1        | —              | —             | 15.000      | nvpi.nl              |
| Nigeria (TCSN)                                                                               | —            | Gold1        | —              | —             | 50.000      | turntablecharts.com  |
| Österreich (IFPI)                                                                            | —            | 4× Gold4     | 6× Platin6     | —             | 225.000     | ifpi.at              |
| Polen (ZPAV)                                                                                 | —            | 23× Gold23   | 37× Platin37   | Diamant1      | 2.150.000   | olis.pl              |
| Portugal (AFP)                                                                               | —            | 8× Gold8     | 36× Platin36   | —             | 395.500     | Einzelnachweise      |
| Schweden (IFPI)                                                                              | —            | 5× Gold5     | 3× Platin3     | —             | 320.000     | sverigetopplistan.se |
| Schweiz (IFPI)                                                                               | —            | 6× Gold6     | 5× Platin5     | —             | 190.000     | hitparade.ch         |
| Singapur (RIAS)                                                                              | —            | Gold1        | —              | —             | 5.000       | rias.org.sg          |
| Spanien (Promusicae)                                                                         | —            | 8× Gold8     | 9× Platin9     | —             | 730.000     | elportaldemusica.es  |
| Südafrika (RISA)                                                                             | —            | 5× Gold5     | 2× Platin2     | —             | 195.000     | Einzelnachweise      |
| Ungarn (MAHASZ)                                                                              | —            | Gold1        | 4× Platin4     | —             | 18.000      | slagerlistak.hu      |
| Vereinigte Staaten (RIAA)                                                                    | —            | 31× Gold31   | 172× Platin172 | 2× Diamant2   | 208.500.000 | riaa.com             |
| Vereinigtes Königreich (BPI)                                                                 | 29× Silber29 | 14× Gold14   | 20× Platin20   | —             | 21.720.000  | bpi.co.uk            |
| Insgesamt                                                                                    | 29× Silber29 | 253× Gold253 | 665× Platin665 | 29× Diamant29 |             |                      |